# Natură
Natura, în sensul cel mai larg, este echivalentă cu lumea naturală, lumea materială, fizică sau universul. „Natura” se poate referi la fenomenele lumii fizice și, de asemenea, la viață în general. Studiul naturii este o mare parte, dacă nu singura parte a științei. Deși oamenii fac parte din natură, activitatea umană este adesea înțeleasă ca o categorie separată de fenomenele naturale.
Cuvântul „natură” este derivat din cuvântul latin natura, care înseamnă „calități esențiale, dispoziție înnăscută” și, în cele mai vechi timpuri însemna literalmente „naștere”. În filosofia antică, Natura este folosită mai ales ca traducere latină a cuvântului grecesc physis (φύσις), care inițial se referea la caracteristicile intrinseci pe care plantele, animalele și alte caracteristici ale lumii le dezvoltă de la sine.
Conceptul de natură ca întreg — universul fizic — este un concept mai recent care a dobândit o utilizare din ce în ce mai largă odată cu dezvoltarea metodei științifice moderne în ultimele secole. Odată cu revoluția industrială, natura a devenit din ce în ce mai mult văzută ca o parte a realității lipsită de intervenția intenționată: ea a fost, prin urmare, considerată sacră de unele tradiții (Rousseau, transcendentalism american) sau un simplu decor pentru providența divină sau istoria umană (Hegel, Marx). Cu toate acestea, o viziune vitalistă a naturii, mai apropiată de cea presocratică, a renăscut în același timp, mai ales după Charles Darwin.
În cadrul diferitelor utilizări ale cuvântului de astăzi, „natura” se referă adesea la geologie și animale sălbatice. Natura se poate referi la domeniul general al plantelor și animalelor vii și, în unele cazuri, la procesele asociate cu obiectele neînsuflețite — modul în care există anumite tipuri de lucruri și se schimbă de la sine, precum vremea și geologia Terrei. Se consideră adesea că înseamnă „mediul natural” sau sălbăticia- animale sălbatice, roci, păduri și, în general, acele lucruri care nu au fost modificate substanțial de intervenția umană sau care persistă în ciuda intervenției umane. De exemplu, obiectele fabricate și interacțiunea umană în general nu sunt considerate parte a naturii, cu excepția cazului în care sunt calificate ca, de exemplu, „natura umană” sau „întreaga natură”. Acest concept mai tradițional al lucrurilor naturale care poate fi găsit și astăzi implică o distincție între natural și artificial, artificialul fiind înțeles ca ceea ce a fost adus în existență de o conștiență umană sau de o minte umană. În funcție de contextul specific, termenul „natural” s-ar putea distinge și de nefiresc sau supranatural.

## Pământul

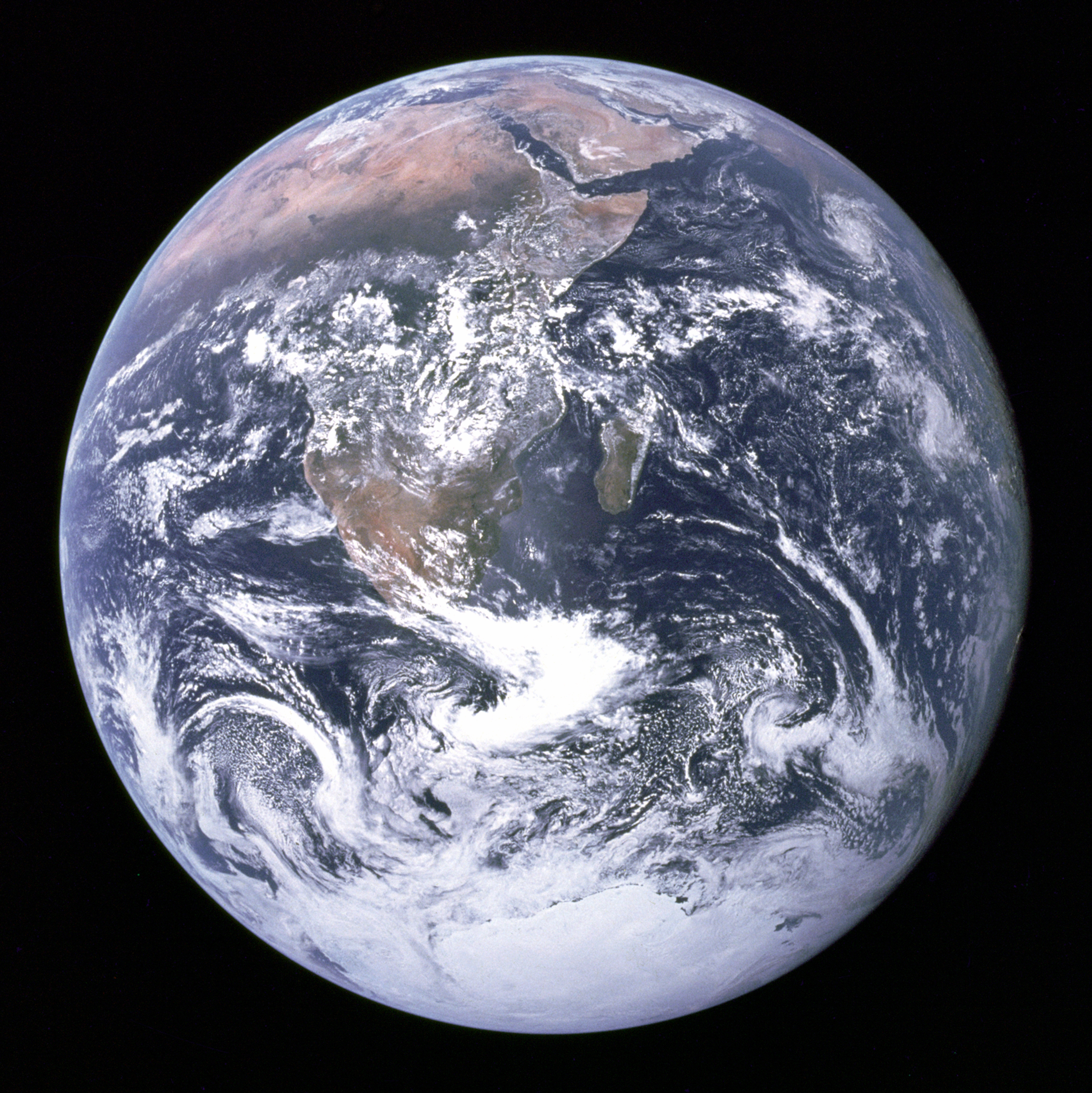
Terra, fotografie realizată în 1972 de echipajul Apollo 17

Pământul este singura planetă cunoscută care găzduiește viață, iar trăsăturile sale naturale fac obiectul multor domenii de cercetare științifică. În cadrul Sistemului Solar, este a treia planetă de la Soare; este cea mai mare planetă telurică și a cincea ca mărime în ansamblu. Cele mai proeminente caracteristici climatice ale sale sunt cele două mari regiuni polare, două zone temperate relativ înguste și o largă regiune ecuatorială tropicală până la subtropicală. Precipitațiile variază foarte mult în funcție de loc, de la câțiva metri de apă pe an la mai puțin de un milimetru. 71 % din suprafața Terrei este acoperită de oceane cu apă sărată. Restul este format din continente și insule, cea mai mare parte a pământului locuit fiind în emisfera nordică. 
Pământul a evoluat prin procese geologice și biologice care au lăsat urme ale condițiilor originale. Suprafața exterioară este împărțită în mai multe plăci tectonice care migrează treptat. Interiorul rămâne activ, cu un strat gros de manta și un nucleu umplut cu fier care generează un câmp magnetic. Acest nucleu de fier este compus dintr-o fază solidă interioară și o fază exterioară fluidă. Mișcarea convectivă din nucleu generează curenți electrici prin acțiune dinamică, iar acestea, la rândul lor, generează câmpul geomagnetic. 
Condițiile atmosferice au fost modificate semnificativ față de condițiile inițiale de prezența formelor de viață, care creează un echilibru ecologic ce stabilizează condițiile de suprafață. În ciuda variațiilor regionale ale climatului în funcție de latitudine și de alți factori geografici, clima globală pe termen lung este destul de stabilă în perioadele interglaciare, iar variațiile cu un grad sau două ale temperaturii globale medii au avut în mod istoric efecte majore asupra echilibrului și asupra geografiei actuale a Pământului.

### Geologie
Domeniul geologiei cuprinde studiul compoziției, structurii, proprietăților fizice, dinamicii și istoria materialelor Pământului, precum și procesele prin care acestea sunt formate, deplasate și schimbate. Domeniul este o disciplină academică majoră și este, de asemenea, importantă pentru extracția de minerale și hidrocarburi, cunoașterea și atenuarea pericolelor naturale, unele domenii de inginerie geotehnică și înțelegerea climei și a mediilor din trecut. 

#### Evoluția geologică

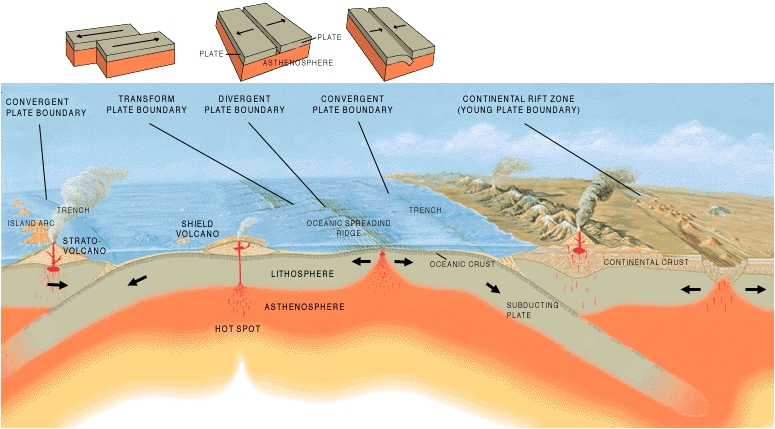
Trei tipuri de limite tectonice ale plăcii geologice

Geologia unei zone evoluează în timp, pe măsură ce unitățile de rocă sunt depozitate și inserate, iar procesele de deformare își schimbă formele și locurile. 
Unitățile de roci sunt amplasate mai întâi fie prin depunere la suprafață, fie prin intruziune în roca de deasupra. Depunerea poate apărea atunci când sedimentele se așează pe suprafața Pământului și se litifică ulterior în roci sedimentare sau, în cazul materialului vulcanic cum ar fi cenușa vulcanică sau curgerea lavei, acoperă suprafața. Intruziunile vulcanice, cum ar fi batoliții, lacolitul, digurile și pragurile, se împing în sus în roca de deasupra și cristalizează pe măsură ce intră. 
După ce secvența inițială a rocilor a fost depozitată, unitățile de rocă pot fi deformate și/sau metamorfozate. Deformarea se produce de obicei ca urmare a scurtării orizontale, extinderii pe orizontală sau a mișcării laterale. Aceste aranjamente structurale se referă, în linii mari, la granițe convergente, granițe divergente și granițe de transformare între plăcile tectonice.

### Perspectiva istorica

O animație care arată mișcarea continentelor de la separarea Pangaea până în zilele noastre

Se estimează că Pământul s-a format acum 4,54 miliarde de ani din nebuloasă solară, împreună cu Soarele și alte planete. Luna s-a format aproximativ 20 de milioane de ani mai târziu. Inițial în stare topită, stratul exterior al Pământului s-a răcit, rezultând crusta solidă. Emisiile de gaze și activitatea vulcanică au produs atmosfera primordială. Condensarea vaporilor de apă, împreună cu gheața de la cometele care au lovit Terra în acele timpuri, au creat oceanele și alte surse de apă. Se crede că chimia extrem de energică a produs o moleculă cu auto-replicare  în urmă cu aproximativ 4 miliarde de ani.

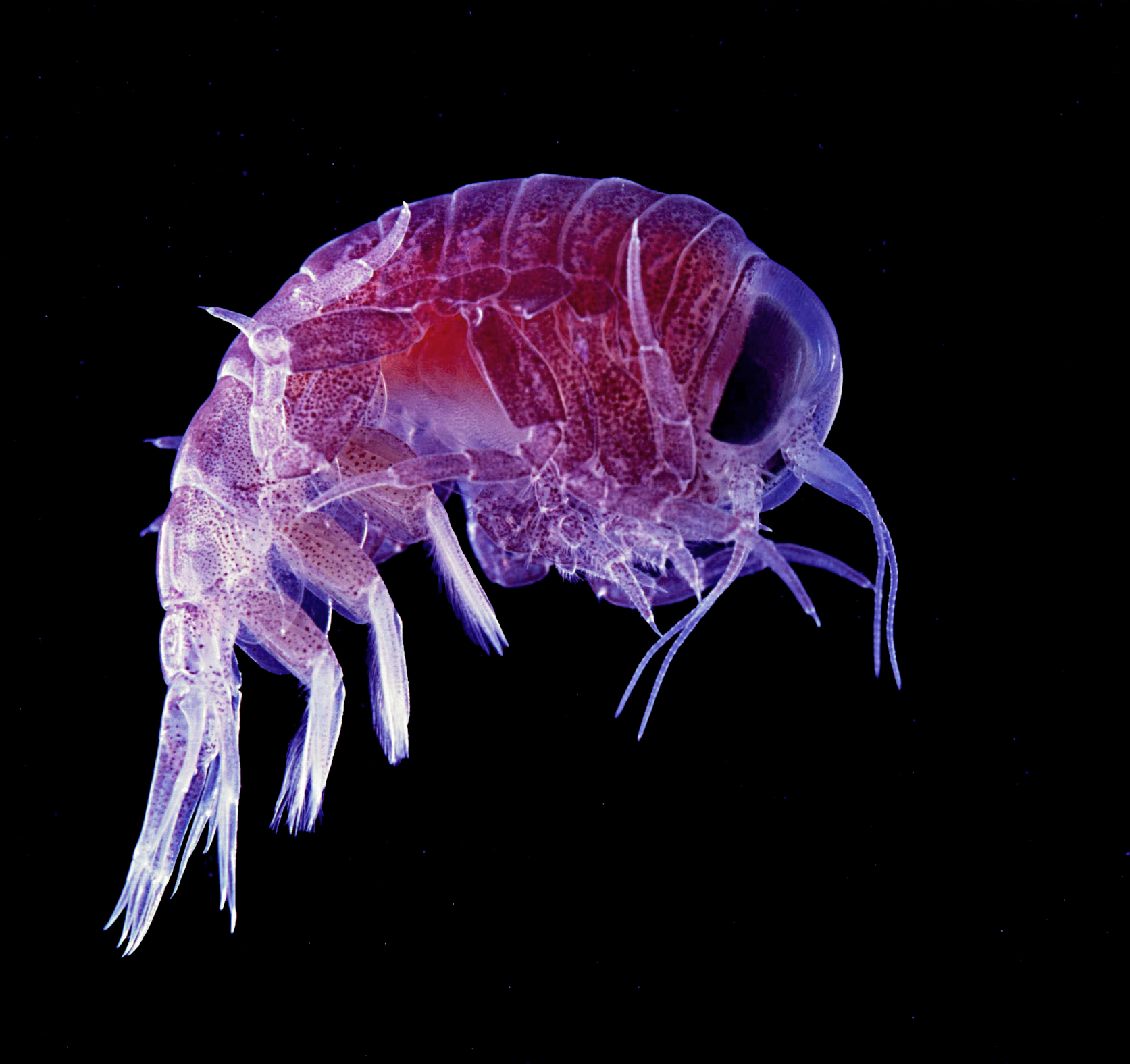
Planctonul locuiește în oceane, mări și lacuri și există sub diferite forme de cel puțin 2 miliarde de ani.

Continentele s-au format, apoi s-au despărțit și s-au reformat pe măsură ce suprafața Pământului s-a remodelat de-a lungul a sute de milioane de ani, combinându-se ocazional pentru a crea un supercontinent. Cu aproximativ 750 de milioane de ani în urmă, cel mai vechi supercontinent cunoscut, Rodinia, a început să se destrame. Continentele s-au recombinat mai târziu pentru a forma Pannotia care s-a despărțit acum aproximativ 540 de milioane de ani, apoi în cele din urmă Pangaea, care s-a despărțit acum aproximativ 180 de milioane de ani.
În timpul Neoproterozoicului, temperaturile înghețate au acoperit o mare parte a Pământului în ghețari și straturi de gheață. Această ipoteză a fost denumită „Pământul de Zăpadă” și prezintă un interes deosebit, deoarece precede Explozia cambriană în care formele de viață multicelulare au început să prolifereze în urmă cu aproximativ 530-540 de milioane de ani.
De la Explozia cambriană au existat cinci extincții în masă distinct identificabile. Ultima extincție în masă a avut loc acum aproximativ 66 de milioane de ani, când, o probabilă coliziune cu un asteroid a declanșat dispariția dinozaurilor non-aviari și a altor reptile mari, însă animalele mici, cum ar fi mamiferele, au reușit să supraviețuiască. În ultimii 66 de milioane de ani, viața mamiferelor s-a diversificat.
Cu câteva milioane de ani în urmă, o specie de maimuță mică din Africa a dobândit capacitatea de a sta în poziție verticală. Apariția ulterioară a vieții umane și dezvoltarea agriculturii și a civilizației ulterioare au permis oamenilor să afecteze Pământul mai rapid decât orice formă de viață anterioară, impactând atât natura și cantitatea altor organisme, cât și climatul global. Prin comparație, Marele Eveniment de Oxigenare, produs de proliferarea algelor în perioada sideriană, a necesitat aproximativ 300 de milioane de ani pentru a culmina. 
Era actuală este clasificată ca parte a unui eveniment de extincție în masă, evenimentul de extincție al Holocenului, cel mai rapid care a avut loc vreodată. Unii, precum EO Wilson de la Universitatea Harvard, prezic că distrugerea umană a biosferei ar putea cauza dispariția a jumătate din toate speciile în următorii 100 de ani. Amploarea actualei extincții este încă cercetată, dezbătută și calculată de biologi.

## Atmosfera, clima și vremea

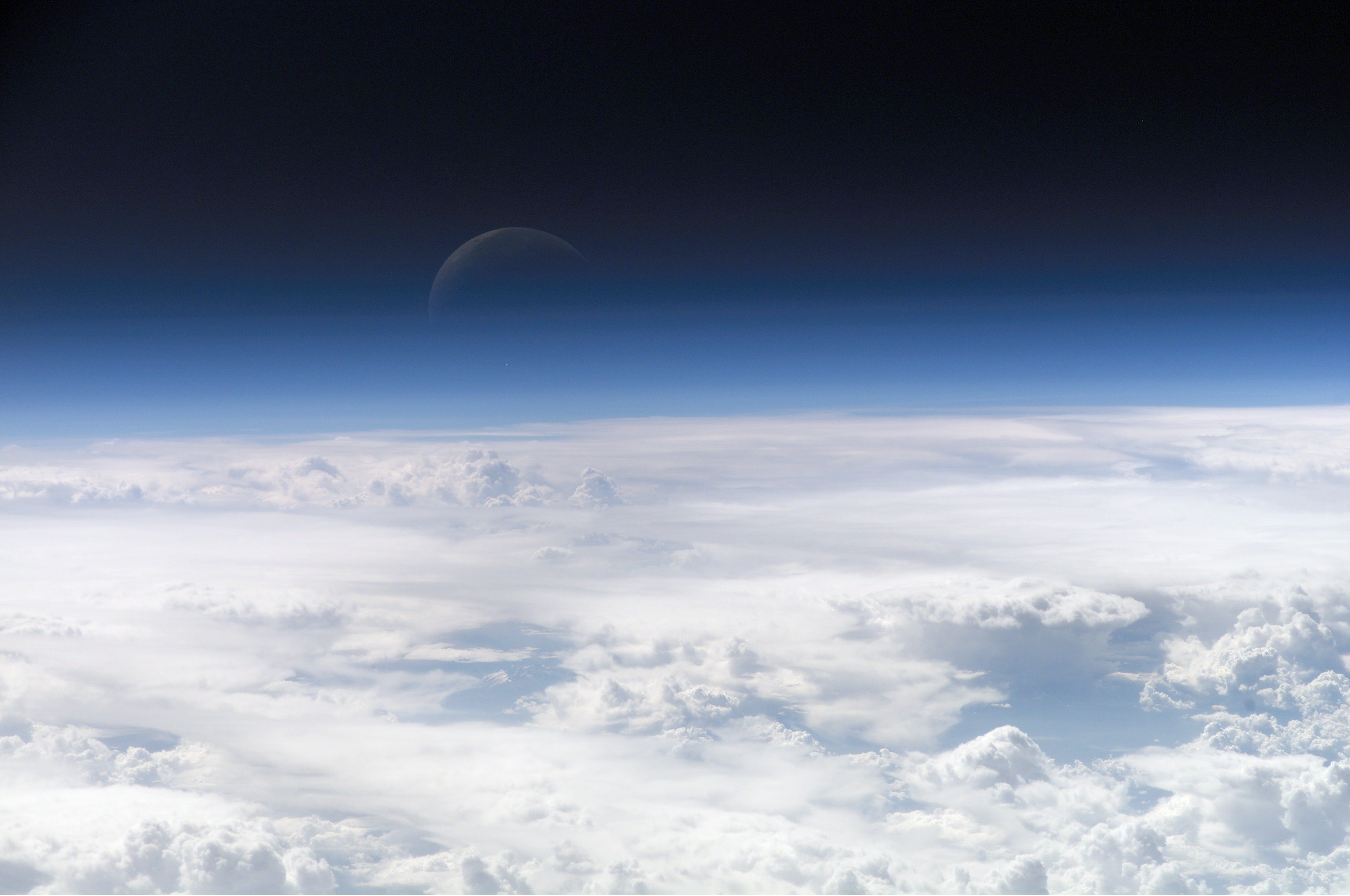
Lumina albastră este împrăștiată mai mult decât alte lungimi de undă de gazele din atmosferă, oferind Pământului un halou albastru când este văzut din spațiu.

Atmosfera Pământului este un factor cheie în susținerea ecosistemului. Stratul subțire de gaze care învelește Pământul este ținut în loc de gravitație. Aerul este în mare parte alcătuit din: azot, oxigen, vapori de apă, cu cantități mult mai mici de dioxid de carbon, argon, etc. Presiunea atmosferică scade constant odată cu altitudinea. Stratul de ozon joacă un rol important în epuizarea cantității de radiații ultraviolete (UV) care ajunge la suprafață. Deoarece ADN-ul este ușor deteriorat de lumina UV, acesta servește la protejarea vieții la suprafață. Atmosfera reține, de asemenea, căldura în timpul nopții, reducând astfel temperatura zilnică extremă.
Vremea terestră apare aproape exclusiv în partea inferioară a atmosferei (troposferă) și servește ca sistem convectiv pentru redistribuirea căldurii. Curenții oceanici sunt un alt factor important în determinarea climatului, în special cea mai mare circulație termohalină subacvatică care distribuie energia termică din oceanele ecuatoriale către regiunile polare. Acești curenți ajută la moderarea diferențelor de temperatură între iarnă și vară în zonele temperate. De asemenea, fără redistribuirea energiei termice de către curenții oceanici și atmosferă, tropicele ar fi mult mai fierbinți, iar regiunile polare mult mai reci.

Fulger

Vremea poate avea efecte benefice și dăunătoare. Extremele vremii, cum ar fi tornadele sau uraganele și ciclonii, pot cheltui cantități mari de energie și devastări de-a lungul drumului lor. Vegetația a evoluat în funcție de variația sezonieră a vremii, iar schimbările bruște care durează doar câțiva ani pot avea un efect dramatic, atât asupra vegetației, cât și asupra animalelor, care depind de creșterea acesteia pentru hrana lor.
Clima este o măsură a tendințelor vremii pe termen lung. Se știe că diferiți factori influențează clima, inclusiv curenții oceanici, albedo de suprafață, gaze cu efect de seră, variații ale luminozității solare și modificări ale orbitei Pământului. Pe baza înregistrărilor istorice, se știe că Terra a suferit schimbări climatice drastice în trecut, inclusiv epoci glaciare.

O tornadă în Canada

Clima unei regiuni depinde de o serie de factori, în special de latitudine. O bandă latitudinală cu atribute climatice similare formează o regiune climatică. Există o serie de astfel de regiuni, variind de la climatul tropical la ecuator la climatul polar din extremele nordice și sudice. Vremea este influențată și de anotimpuri, care rezultă din mișcarea de rotație a Pământului înclinată în raport cu său plan orbital. Astfel, în orice moment dat din timpul verii sau iernii, o parte a Pământului este mai direct expusă razelor Soarelui. Această expunere alternează pe măsură ce Pământul se rotește pe orbita sa. În orice moment, indiferent de anotimp, emisferele nordice și sudice experimentează anotimpuri opuse.
Vremea este un sistem haotic care este imediat modificat de mici schimbări ale mediului, astfel încât prognozele meteo precise sunt limitate la doar câteva zile. În general, două lucruri se întâmplă în întreaga lume: (1) temperatura crește în medie; și (2) climatele regionale au suferit modificări notabile.

## Apă pe Terra

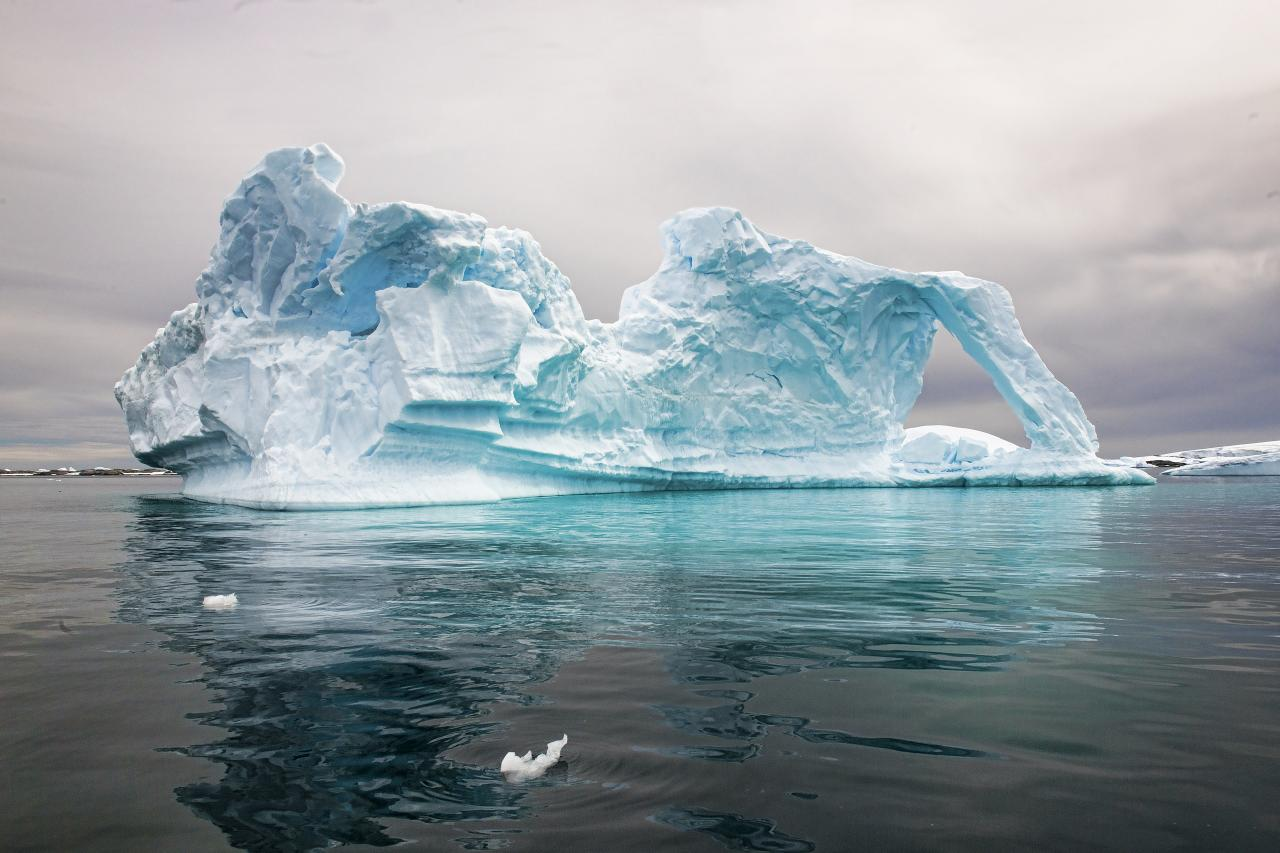
Iceberg în Oceanul Antarctic

Apa este o substanță chimică compusă din hidrogen și oxigen (H2O) și este vitală pentru toate formele de viață cunoscute. În utilizarea obișnuită, apa se referă doar la forma sau starea sa lichidă, dar substanța are, de asemenea, o stare solidă (gheață) și o stare gazoasă (vapori de apă sau aburi). Apa acoperă 71 % din suprafața Pământului. Pe Pământ, se găsește mai ales în oceane și în alte corpuri mari de apă, 1,6 % din apă găsindu-se sub pământ în acvifere și 0,001 % în aer ca vapori, nori și precipitații. Oceanele dețin 97 % din apa de suprafață, ghețarii și calotele polare 2,4 % iar alte ape de suprafață terestră precum râurile, lacurile și iazurile 0,6 %. În plus, o cantitate mică din apa Pământului este conținută în corpurile biologice și în produsele fabricate.

### Oceane

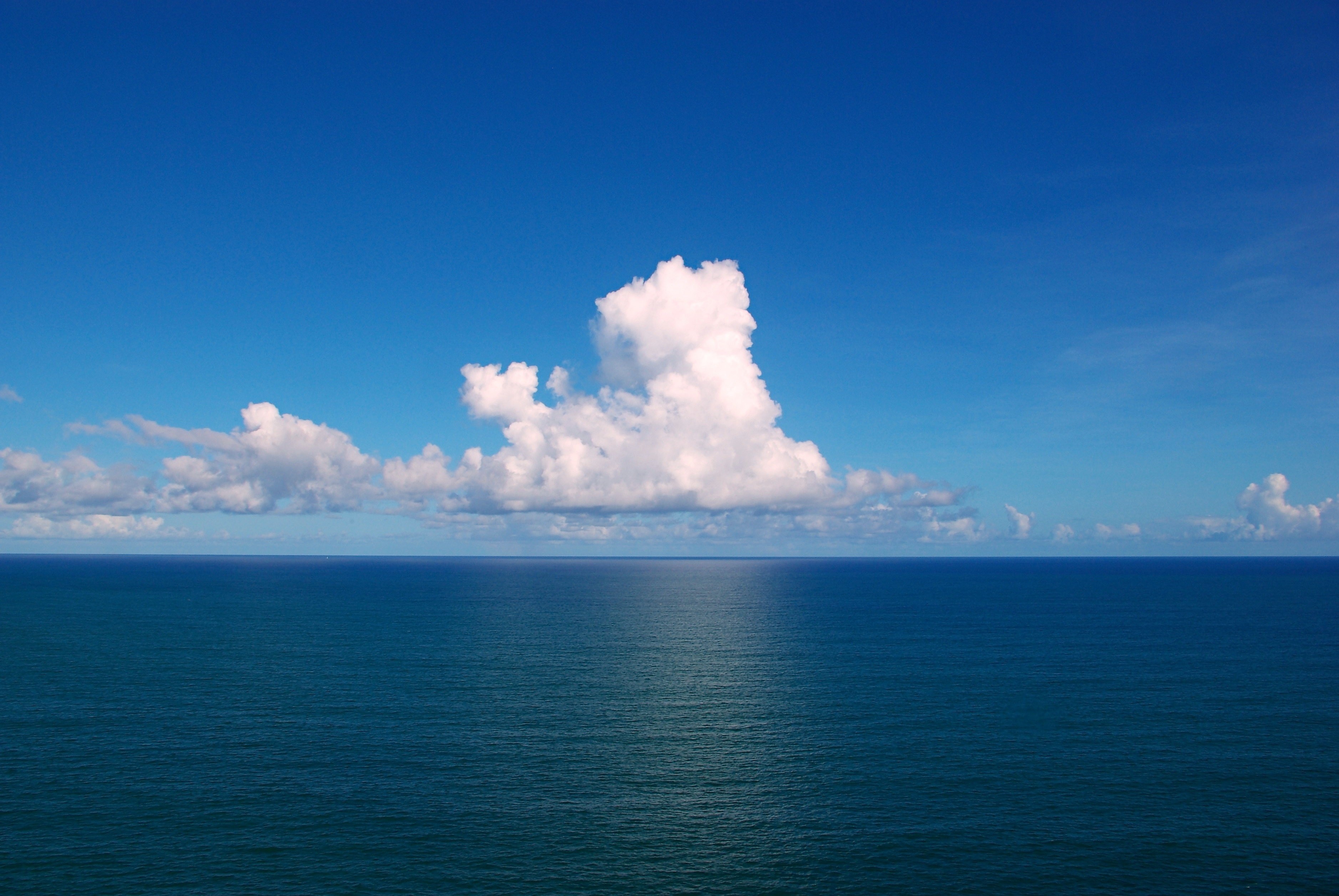
Oceanul Atlantic văzut din Brazilia

Un ocean este un corp major de apă salină și o componentă principală a hidrosferei. Aproximativ 71 % din suprafața Pământului (o suprafață de aproximativ 361 de milioane de kilometri pătrați) este acoperită de ocean, un corp continuu de apă care este de obicei împărțit în mai multe oceane principale și mări mai mici. Mai mult de jumătate din această zonă are o adâncime de peste 3.000 de metri. Salinitatea oceanică medie este de aproximativ 35 părți la mie (ppt) (3,5 %) și aproape toată apa de mare are o salinitate cuprinsă între 30 și 38 ppt. Deși, în general, sunt cunoscute ca mai multe oceane „separate”, aceste ape cuprind un corp global de apă sărată interconectat denumit adesea Oceanul Mondial sau oceanul global. Acest concept al unui ocean global ca un corp continuu de apă cu schimb relativ liber între părțile sale are o importanță fundamentală pentru oceanografie.
Principalele diviziuni oceanice sunt definite parțial de către continente, diverse arhipelaguri și alte criterii: aceste diviziuni sunt (în ordinea descrescătoare a mărimii): Oceanul Pacific, Oceanul Atlantic, Oceanul Indian, Oceanul Antarctic și Oceanul Arctic. Regiunile mai mici de apă decât oceanele sunt numite mări, golfuri și alte nume. Există, de asemenea, lacuri sărate, care sunt corpuri mai mici de apă sărată fără ieșire la mare, care nu sunt interconectate cu Oceanul Mondial. Două exemple notabile de lacuri sărate sunt Marea Aral și Marele Lac Sărat.

### Lacuri

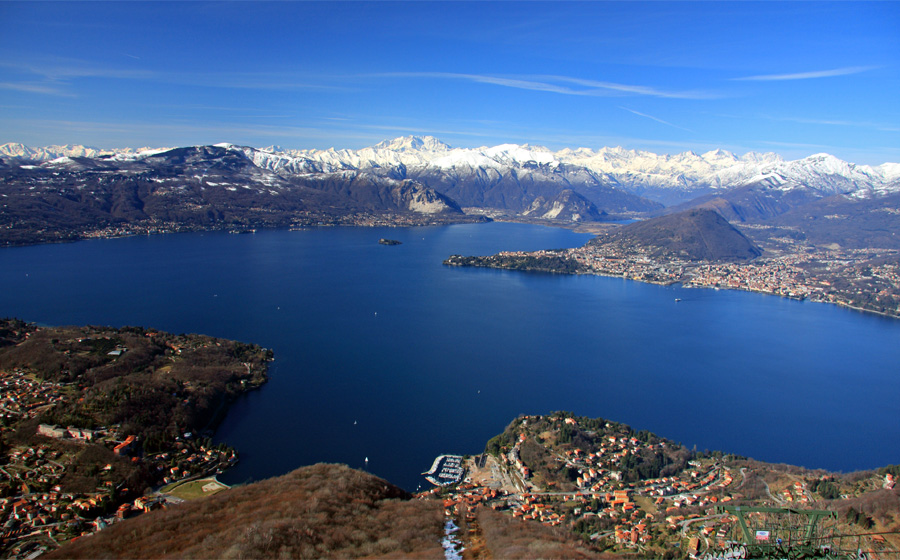
Lacul Maggiore, Italia

Un lac (din latinescul lacus) este un corp de apă lichidă care se mișcă încet sau nu se mișcă deloc; corpul de apă este considerat un lac atunci când este în interior, nu face parte din ocean, este mai mare și mai adânc decât un iaz și este alimentat de un râu. Singura lume, în afară Terrei, despre care se știe că adăpostește lacuri este Titan, cel mai mare satelit al lui Saturn, care are lacuri de etan, cel mai probabil amestecate cu metan. Nu se știe dacă lacurile de pe Titan sunt alimentate de râuri, deși suprafața satelitului este sculptată de numeroase albii de râu. Lacurile naturale de pe Pământ se găsesc, în general, în zonele montane, zone de rift și zonele cu ghețari.
Alte lacuri se găsesc în bazinele endoreice sau de-a lungul cursurilor râurilor mature. În unele părți ale lumii, există multe lacuri din cauza modelelor haotice de drenaj rămase din ultima epocă glaciară. Toate lacurile sunt temporare pe scara timpului geologic, deoarece în timp se vor umple încet cu sedimente sau se vor revărsa din bazinul care le conține.

#### Iazuri
Un iaz este un corp de apă stătător, fie natural, fie creat de om, care este de obicei mai mic decât un lac. O mare varietate de corpuri de apă create de om sunt clasificate ca iazuri, inclusiv grădinile acvatice proiectate pentru decorațiuni estetice, iazuri de pești proiectate pentru creșterea comercială a peștilor și iazuri solare proiectate pentru a stoca energia termică. Iazurile și lacurile se disting de cursurile de apă prin viteza de curgere. În timp ce curenții din cursurile de apă sunt observați cu ușurință, iazurile și lacurile au microcurenți termici și curenți moderati de vânt. Aceste caracteristici diferențiază un iaz de multe alte caracteristici ale terenului acvatic.

### Râuri

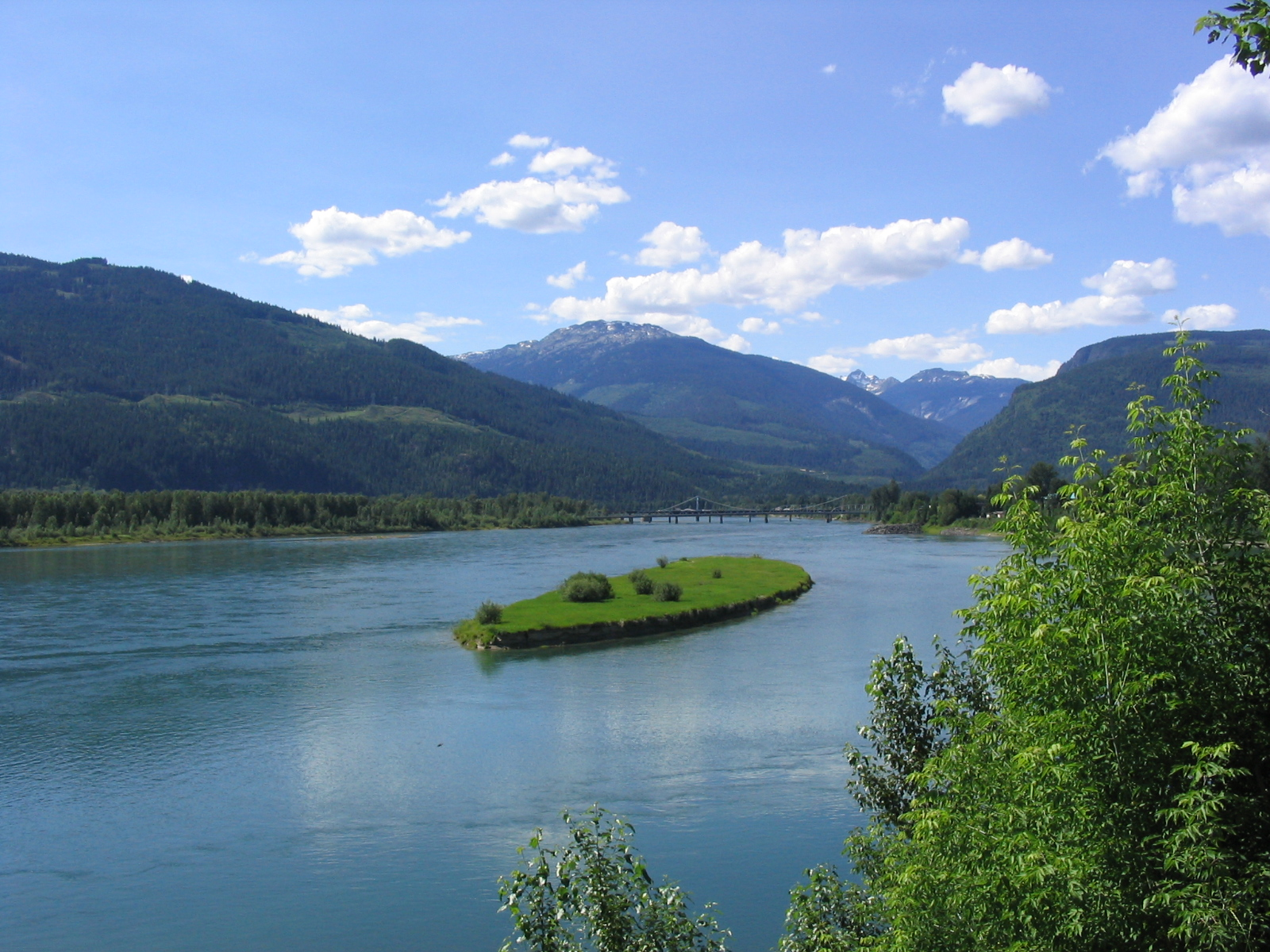
Fluviul Columbia, America de Nord

Un râu este o cale navigabilă naturală, de obicei de apă dulce, care curge spre un ocean, un lac, o mare sau un alt râu. În câteva cazuri, un râu se scurge pur și simplu în sol sau se usucă complet înainte de a ajunge la un alt corp de apă. Râurile mici pot fi, de asemenea, numite prin alte câteva nume, inclusiv pârâu, gârlă, râușor, râurel, râuț; nu există o regulă generală care să definească ceea ce poate fi numit râu. Multe nume pentru râurile mici sunt specifice locului geografic.
Uneori se spune că un râu este mai mare decât un pârâu, dar acest lucru nu se întâmplă întotdeauna din cauza limbajului vag. Un râu face parte din ciclul hidrologic. Apa din râu este colectată în general din precipitații prin eliberarea apei stocate din scurgeri, ape subterane, gheață naturală și ghețari.

### Pâraie

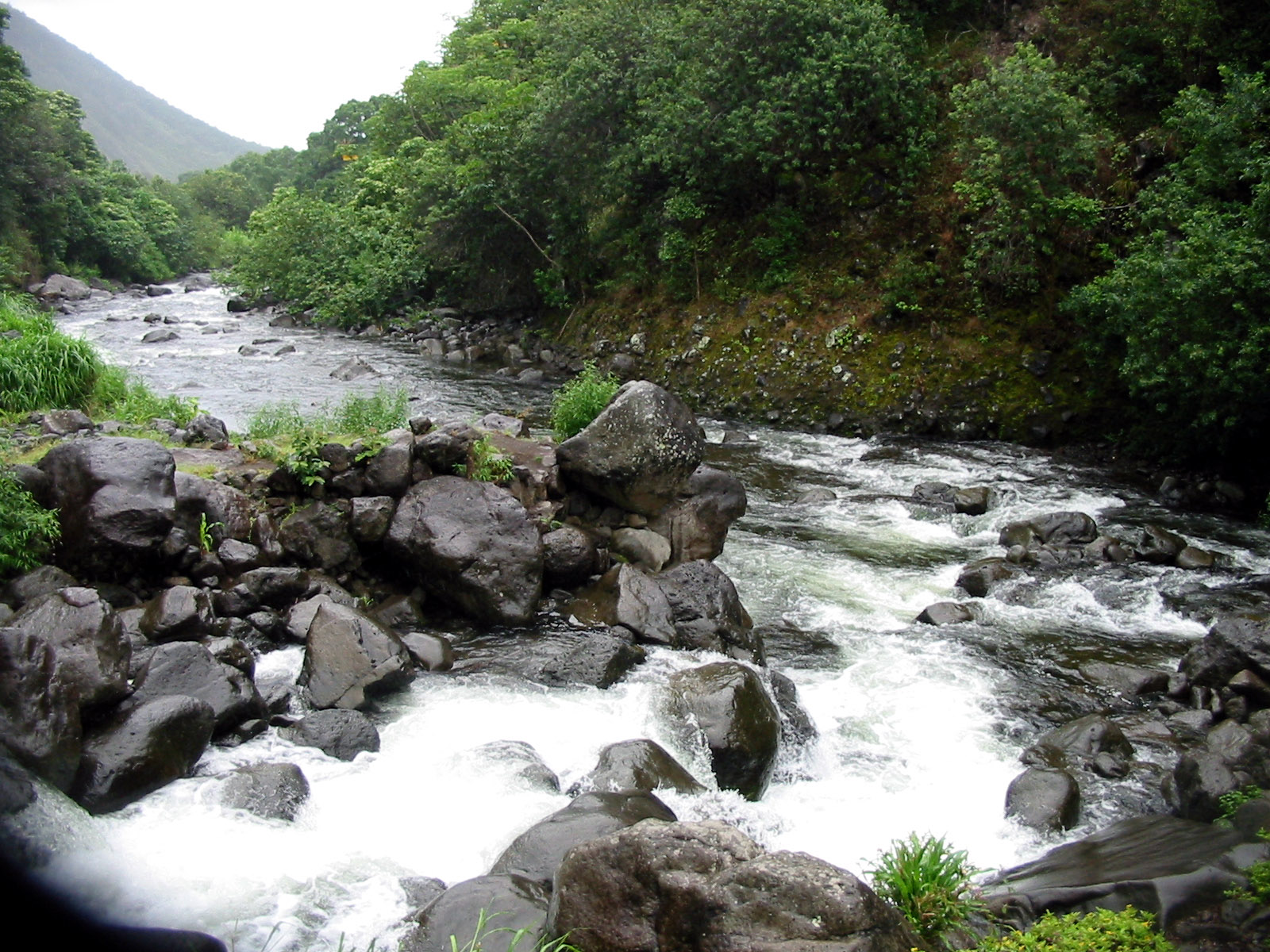
Un pârâu stâncos în Hawaii

Un pârâu este un corp de apă care curge la o anumită viteză de curent în interiorul albiei. În Statele Unite, un pârâu este clasificat ca un curs de apă cu o lățime mai mică de 18 metri. Pârâurile servesc drept coridoare pentru ciclul apei și pentru migrația peștilor și a faunei sălbatice. Habitatul biologic din imediata apropiere a unui pârâu se numește zonă riverană. Având în vedere stadiul extincției din Holocen aflată în curs de desfășurare, pâraiele joacă un rol important de coridor în combinarea habitatelor fragmentate și, astfel, în conservarea biodiversității. Studiul pâraielor și al căilor navigabile în general implică multe ramuri ale științei și ingineriei naturale interdisciplinare, inclusiv hidrologia, geomorfologia fluvială, ecologia acvatică, biologia peștilor, ecologia riverană și altele.

## Ecosisteme
Ecosistemele sunt compuse dintr-o varietate de componente biotice și abiotice care funcționează într-un mod interdependent. Structura și compoziția sunt determinate de diferiți factori de mediu care sunt corelați. Variațiile acestor factori vor iniția modificări dinamice ale ecosistemului. Unele dintre componentele cele mai importante sunt: solul, atmosfera, radiațiile de la Soare, apa și organismele vii.
Elementul central al conceptului de ecosistem este ideea că organismele vii interacționează cu orice alt element din mediul lor local. Eugene Odum, un fondator al ecologiei, a declarat: „Orice unitate care include toate organismele (adică „comunitatea”) dintr-o anumită zonă care interacționează cu mediul fizic, astfel încât un flux de energie să ducă la o structură trofică clar definită, diversitate biotică și cicluri materiale (adică schimbul de materiale între părțile vii și cele nevii) în cadrul sistemului este un ecosistem”. În cadrul ecosistemului, speciile sunt conectate și dependente unele de altele în lanțul trofic și schimbă energie și materie între ele, precum și cu mediul lor. Conceptul de ecosistem uman se bazează pe dihotomia om/natură și pe ideea că toate speciile sunt dependente ecologic unele de altele, precum și de constituenții abiotici ai biotopului lor.
O unitate de dimensiune mai mică se numește microecosistem. De exemplu, un microsistem poate fi o stâncă și toate organismele vii care supraviețuiesc sub ea. Un macroecosistem ar putea implica o întreagă ecoregiune, cu bazinul său hidrografic.

### Natura sălbatică
Sălbăticia este în general definită ca zona care nu a fost modificată semnificativ de activitatea umană. Zone sălbatice pot fi găsite în rezervații, zone conservate, păduri naționale, parcuri naționale și chiar în zonele urbane de-a lungul râurilor,  viroagelor sau a altor regiuni nedezvoltate. Zonele sălbatice și parcurile protejate sunt considerate importante pentru supraviețuirea anumitor specii , studii ecologice, conservare și solitudine.
Unii scriitori de natură consideră că zonele sălbatice sunt vitale pentru spiritul uman și creativitate, iar unii ecologiști  includ zone sălbatice în ecosistemul natural autosuficient al Pământului (adică biosfera) ca parte integrantă. De asemenea, pot păstra trăsături genetice istorice și pot oferi habitat pentru flora și fauna sălbatică care pot fi dificil sau imposibil de recreat în grădini zoologice, arboretum sau laboratoare.
Natura și sălbăticia au fost subiecte importante în diferite epoci ale istoriei lumii. O tradiție timpurie a artei peisagistice a avut loc în timpul dinastiei Tang (618-907). Tradiția de a reprezenta natura așa cum este ea a devenit unul dintre obiectivele picturii chineze și a avut o influență semnificativă în arta asiatică. Primele legi cunoscute care protejează părți ale naturii datează din Imperiul Babilonian și Imperiul Chinez. În 1861, în urma unui intens lobby al pictorilor francezi,  Agenția Militară a Apelor și Pădurilor din Franța a stabilit o „rezervă artistică” în pădurea de stat Fontainebleau. Având un total de 1.097 de hectare, se știe că este prima rezervație naturală mondială.
Secolul XXI a cunoscut o ușoară schimbare în gândirea și teoria zonelor sălbatice. Acum se înțelege că simpla trasare a liniilor în jurul unei bucăți de pământ și declararea acesteia ca sălbăticie nu o fac neapărat sălbatică. Toate peisajele sunt conectate în mod complex și ceea ce se întâmplă în afara unei sălbăticii afectează cu siguranță ceea ce se întâmplă în interiorul ei.

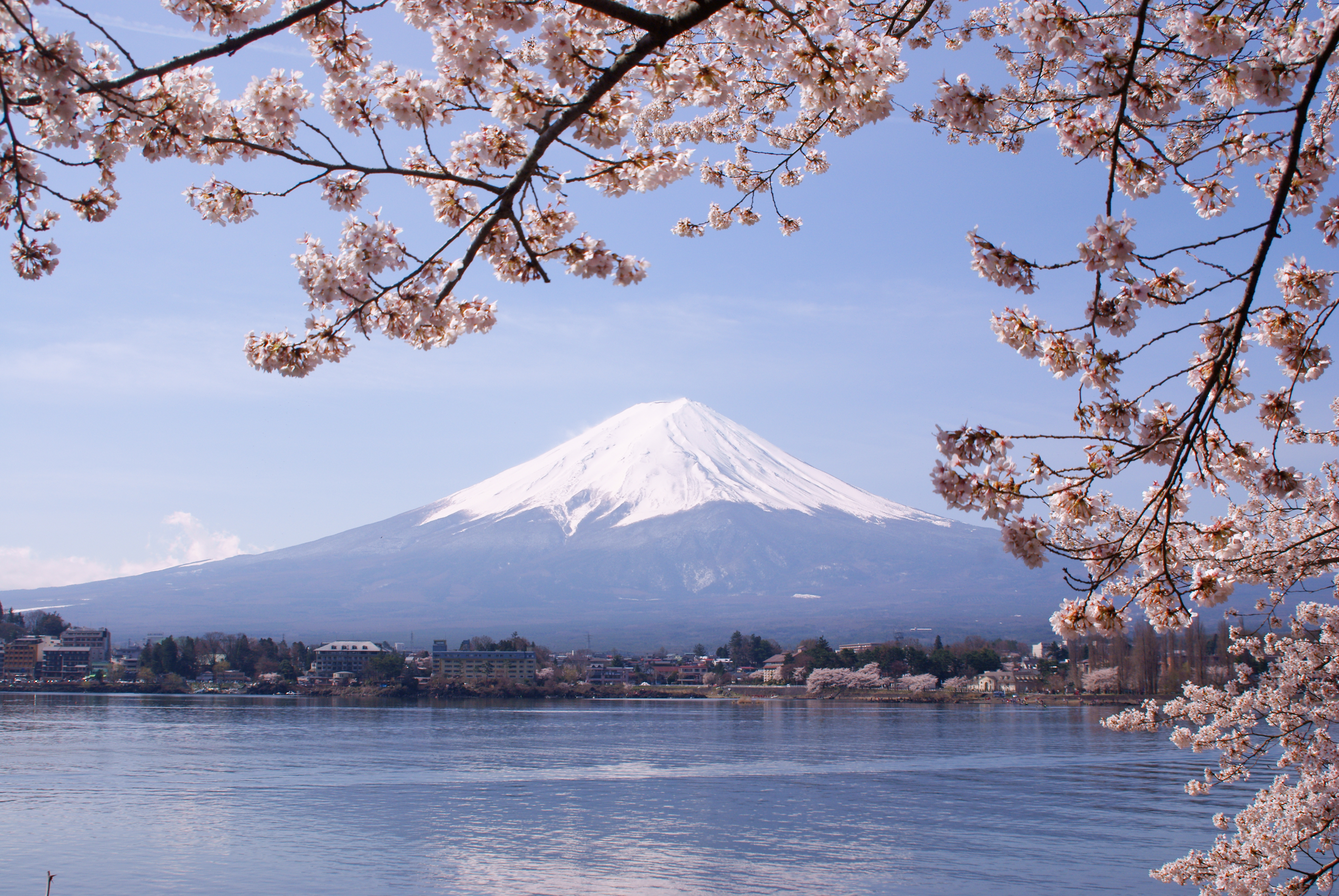
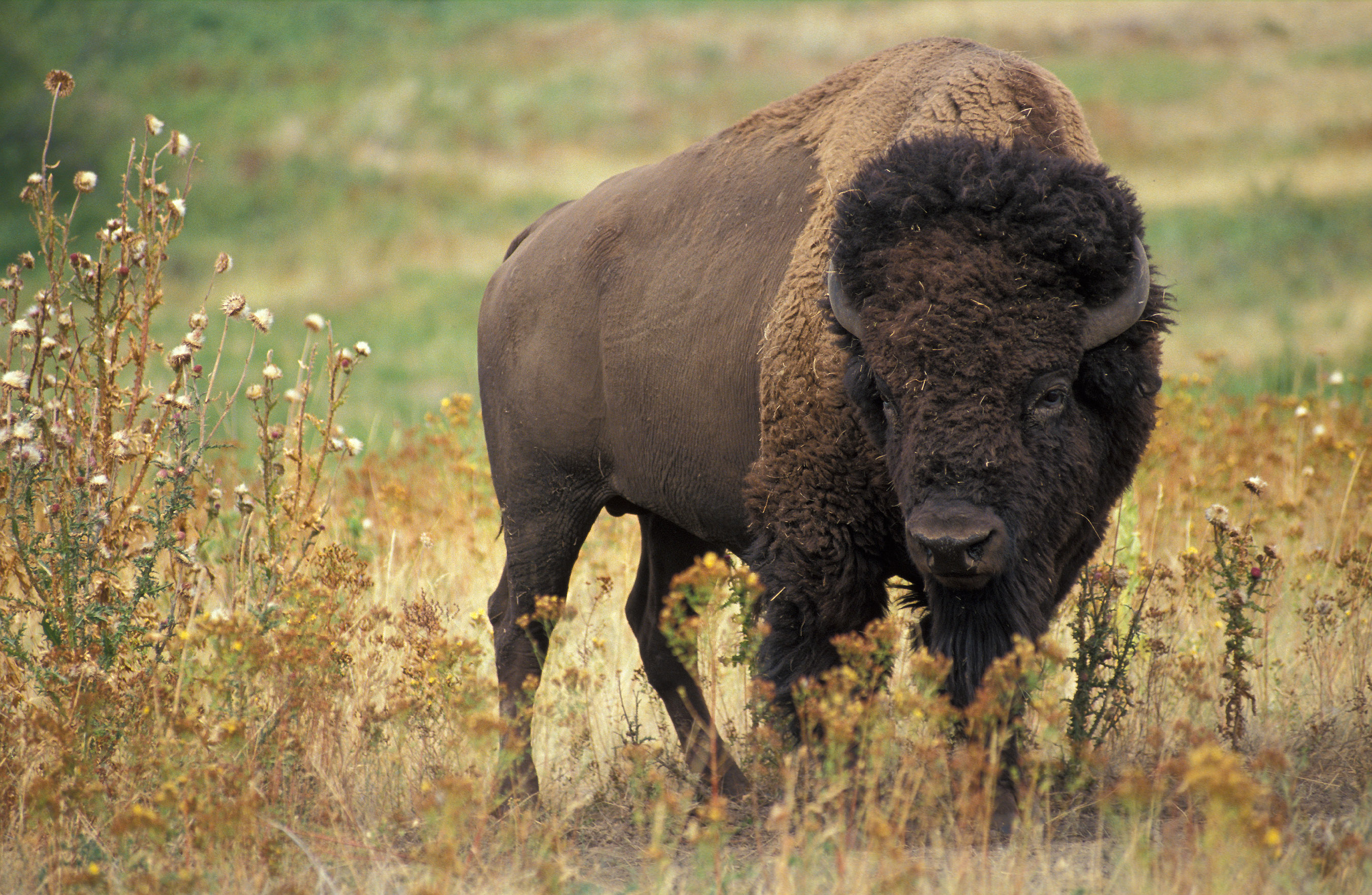
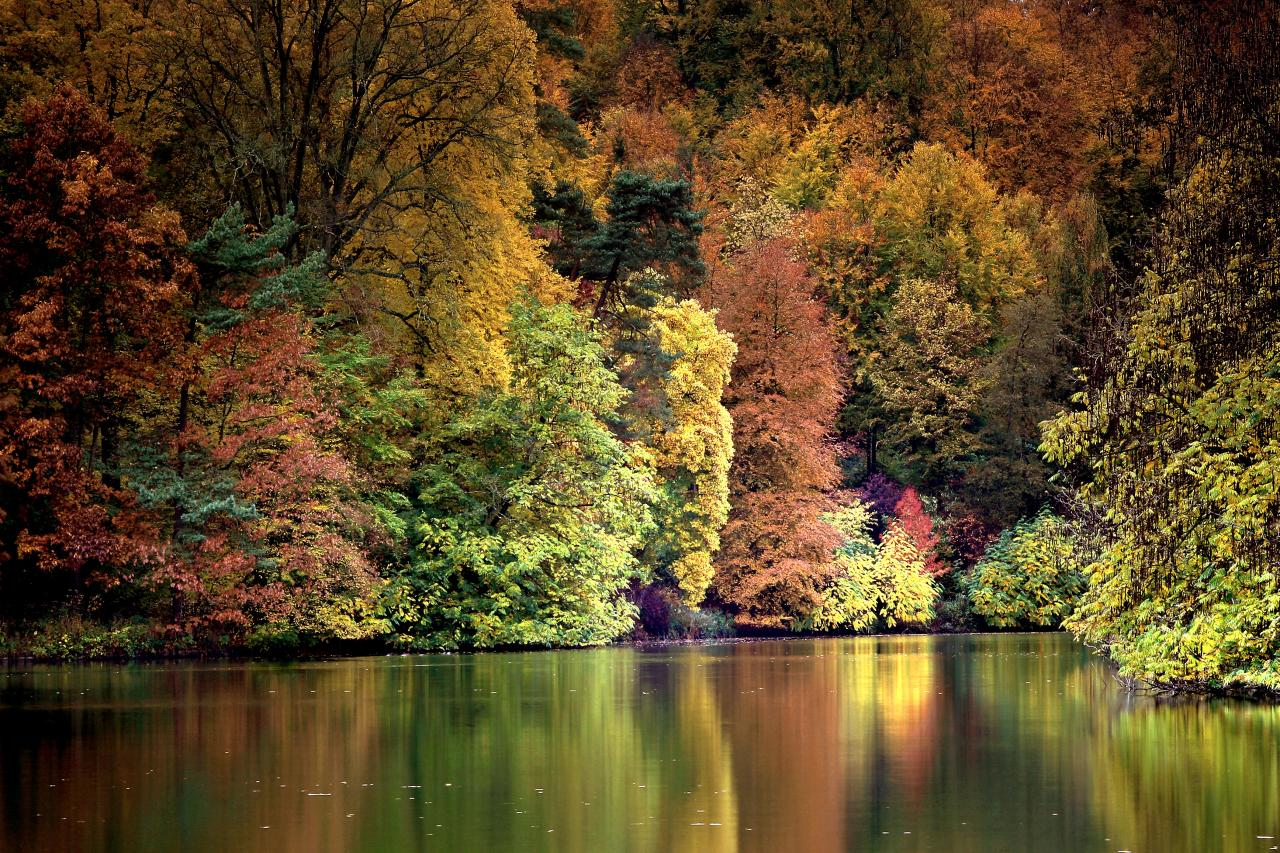
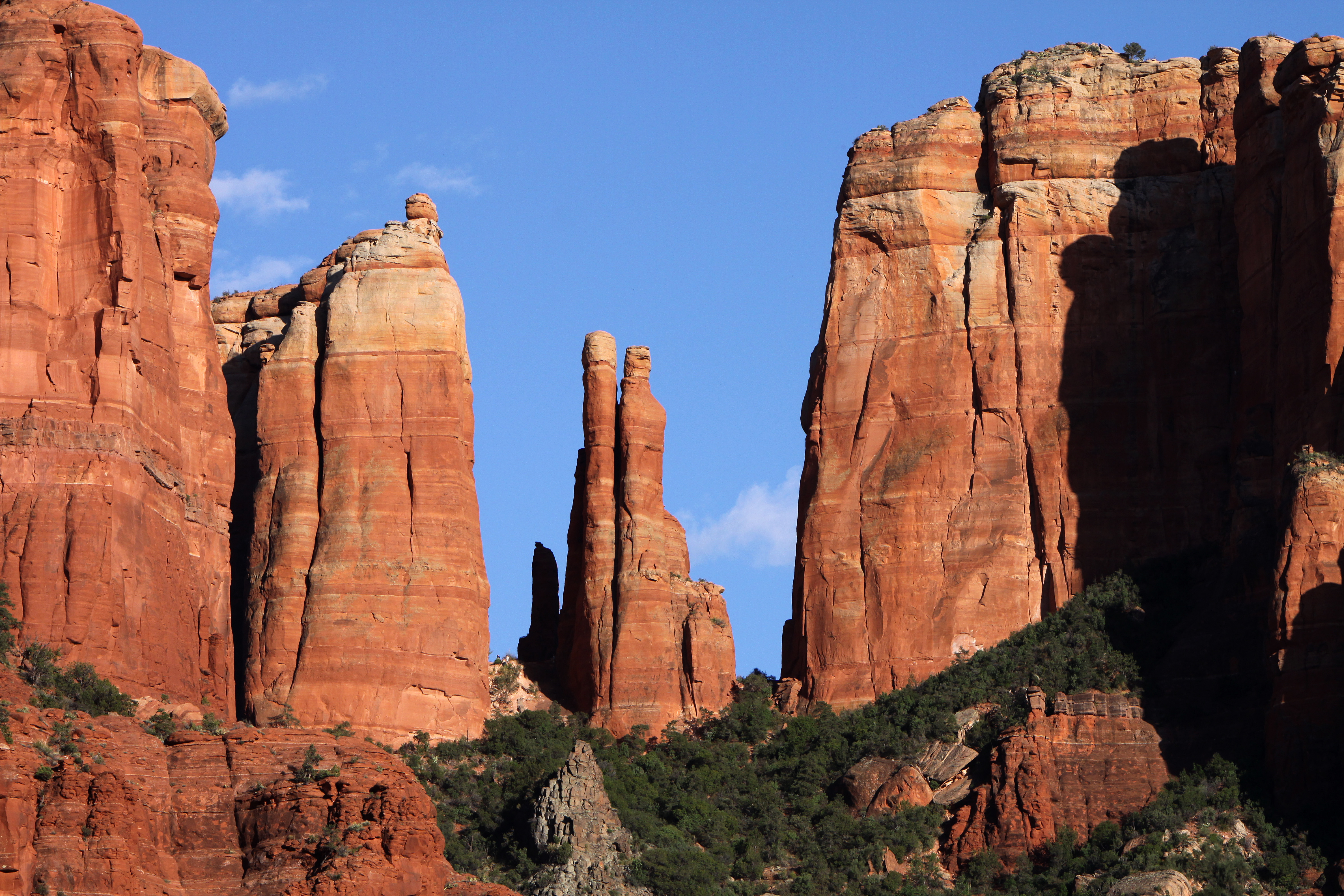
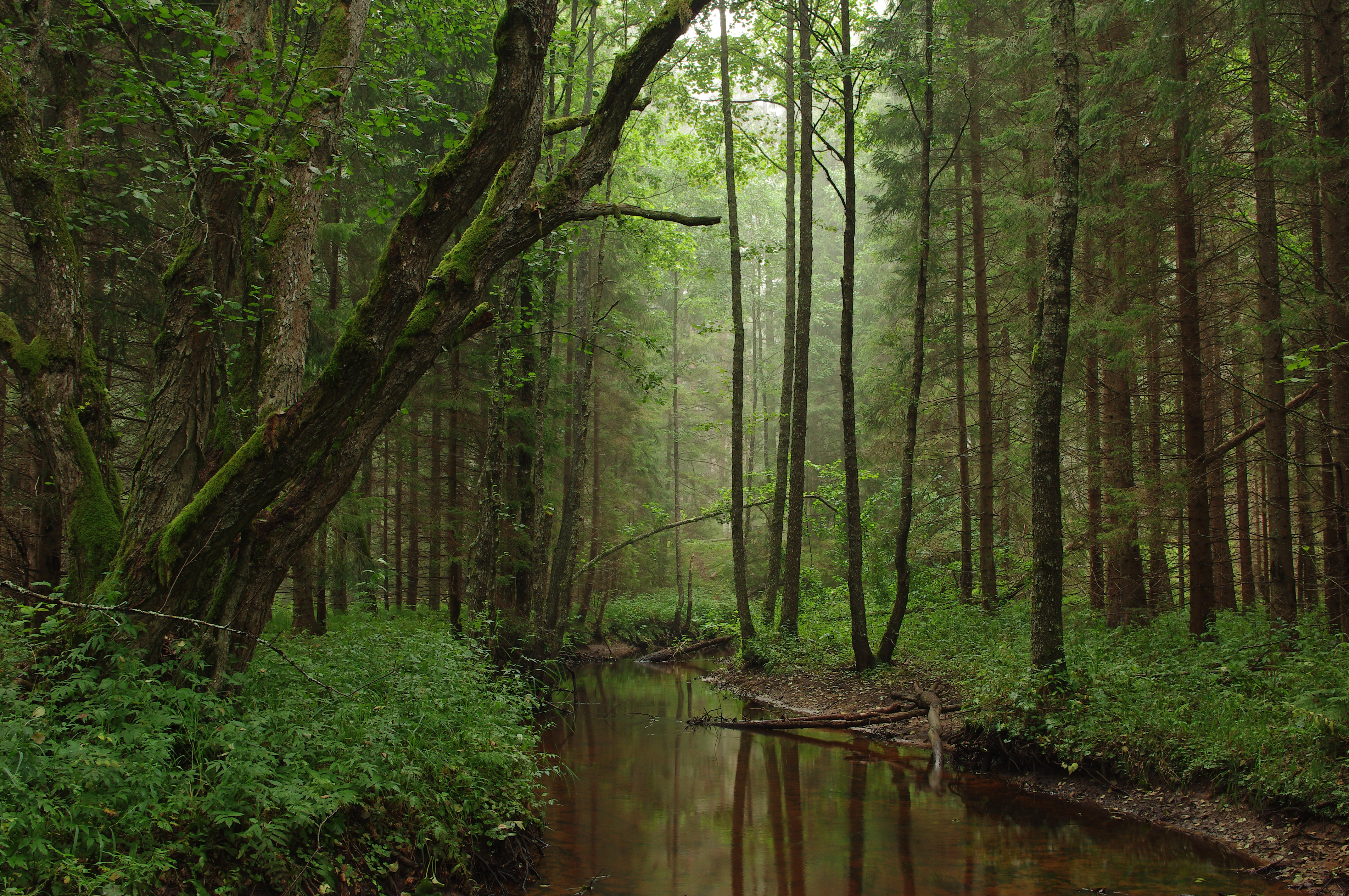
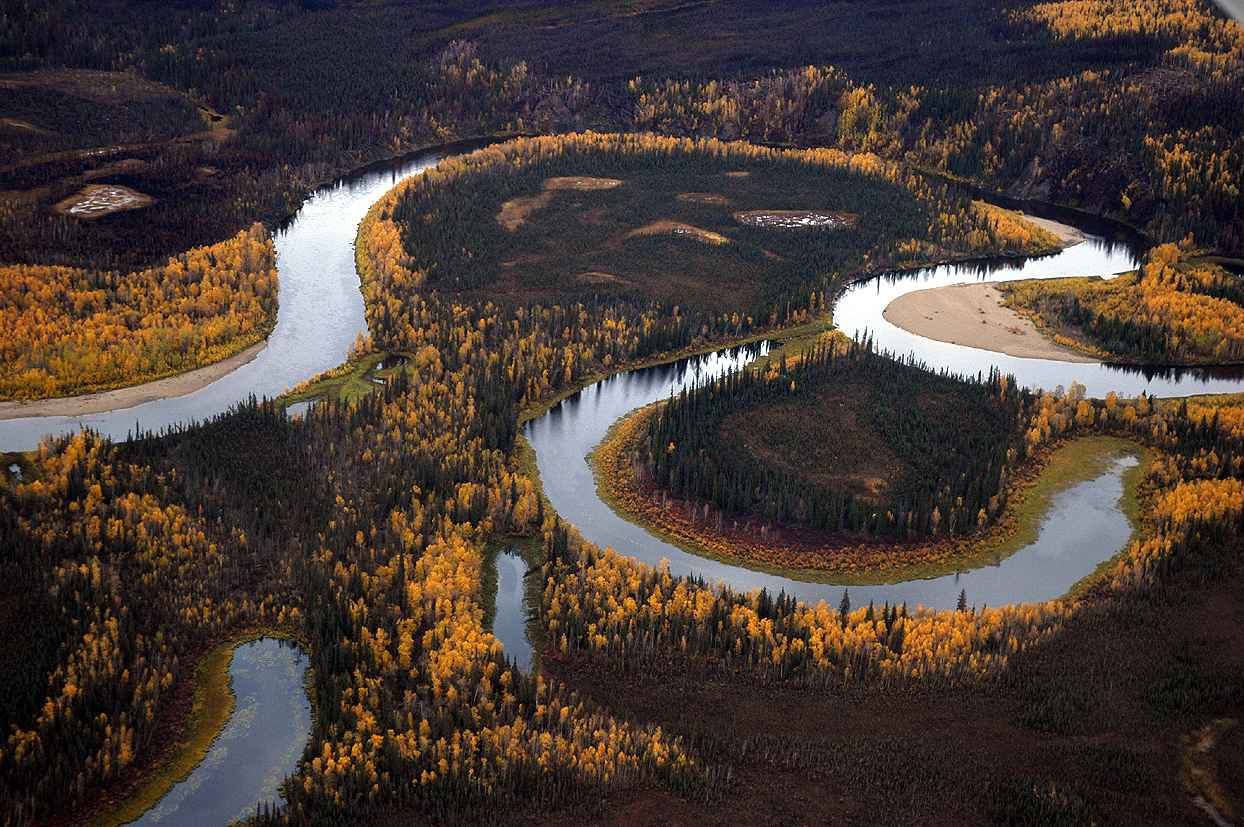

## Viața
Deși nu există un consens global cu privire la definiția sa, naturaliștii acceptă în general că manifestarea biologică a vieții este caracterizată prin metabolismul, creștere, adaptare, răspuns la stimuli și reproducere”.  Se poate spune că viața este pur și simplu starea caracteristică a organismelor.
Proprietățile comune organismelor terestre (plante, animale, ciuperci, protiste, archaea și bacterii) sunt următoarele: sunt celulare, au o organizare complexă bazată pe apă și carbon, au un metabolism, o capacitate de creștere, răspund la stimuli și se reproduc. O entitate cu aceste proprietăți este în general considerată vie. Cu toate acestea, nu fiecare definiție a vieții consideră că toate aceste proprietăți sunt esențiale. Analogii de viață create de om pot fi, de asemenea, considerate a fi viața.
Faptul că cele mai elementare forme de viață a plantelor au început să fotosinteze a fost esențial pentru crearea unor condiții care să permită dezvoltarea unor forme de viață mai complexe. Oxigenul rezultat din procesul acumulat în atmosferă și a dat naștere stratului de ozon. Relația simbiotică dintre celulele mici și cele mai mari a dus la dezvoltarea unor celule și mai complexe numite eucariote. Celulele s-au grupat în colonii și au început să se specializeze, dând naștere unor adevărate organisme multicelulare. Datorită stratului de ozon, care absoarbe radiațiile ultraviolete dăunătoare, viața a colonizat suprafața Pământului.

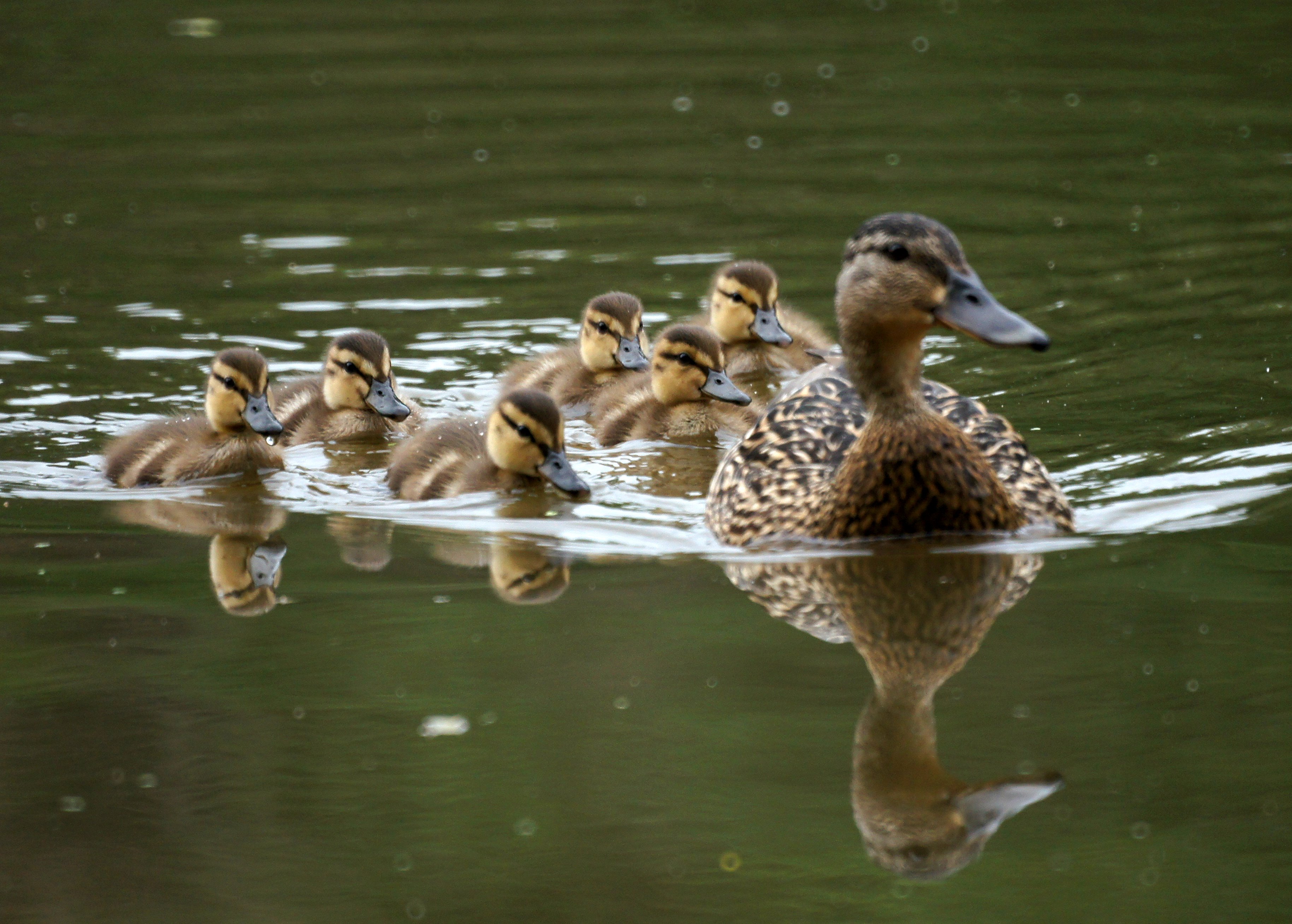
Rață cu rățuște - reproducerea este esențială pentru continuarea vieții

Biosfera este partea din scoarța exterioară a Terrei — inclusiv uscatul, roci de suprafață, apa, aerul și atmosfera — în cadrul căreia viața are loc, în care procesele biotice se schimbă sau se transformă la rândul lor. Din punct de vedere geofiziologic, biosfera (sfera vie) este cel mai general sistem ecologic global care combină toate ființele vii și relațiile lor, inclusiv interacțiunile cu litosfera (sfera rocilor), hidrosfera (sfera apei) și atmosfera (sfera aerului). Întreaga Terră conține peste 75 de miliarde de tone de biomasă (viața), care trăiește în diferite medii din biosferă.
Aproximativ nouă zecimi din biomasa totală a Pământului o reprezintă viața plantelor, de care depinde viața animalelor. Până în prezent au fost identificate peste 2 milioane de specii de plante și animale, iar estimările numărului real de specii existente variază de la câteva milioane la peste 50 de milioane. Numărul de specii individuale oscilează constant: apar specii noi și altele încetează să mai existe, în mod continuu. Numărul total de specii este în declin rapid.

### Evoluție
Originea vieții pe Pământ nu este bine înțeleasă, dar se știe că a avut loc în urmă cu cel puțin 3,5 miliarde de ani, în timpul eonului Hadean sau a eonului Arhean pe un Pământ primordial, unde mediul era substanțial diferit de cum se prezintă astăzi. Aceste forme de viață posedau trăsăturile de bază ale autoreplicării și trăsăturile moștenite. Odată ce viața a apărut, procesul de evoluție prin selecție naturală a dus la dezvoltarea unor forme de viață din ce în ce mai diverse.
Speciile care nu au putut să se adapteze la mediul în schimbare și competiția față de alte forme de viață au dispărut. Până astăzi, milioane de fosile, mari și mici, descoperite de paleontologi au fost dovada existenței acestor specii antice. Dovezile actuale ale fosilelor și ADN-ului arată că toate speciile existente sunt legate de un strămoș comun.
Când formele de bază ale vieții plantelor au dezvoltat procesul de fotosinteză, energia Soarelui a putut fi strânsă pentru a crea condiții care permiteau forme de viață mai complexe. Oxigenul rezultat s-a acumulat în atmosferă și a dat naștere stratului de ozon. Incorporarea celulelor mai mici în cele mai mari a dus la dezvoltarea de celule mai complexe, numite eucariote. Celulele au devenit din ce în ce mai specializate, rezultând adevărate organisme multicelulare. Odată cu absorbția radiației ultraviolete a stratului de ozon, viața a colonizat suprafața Pământului.

### Microbi

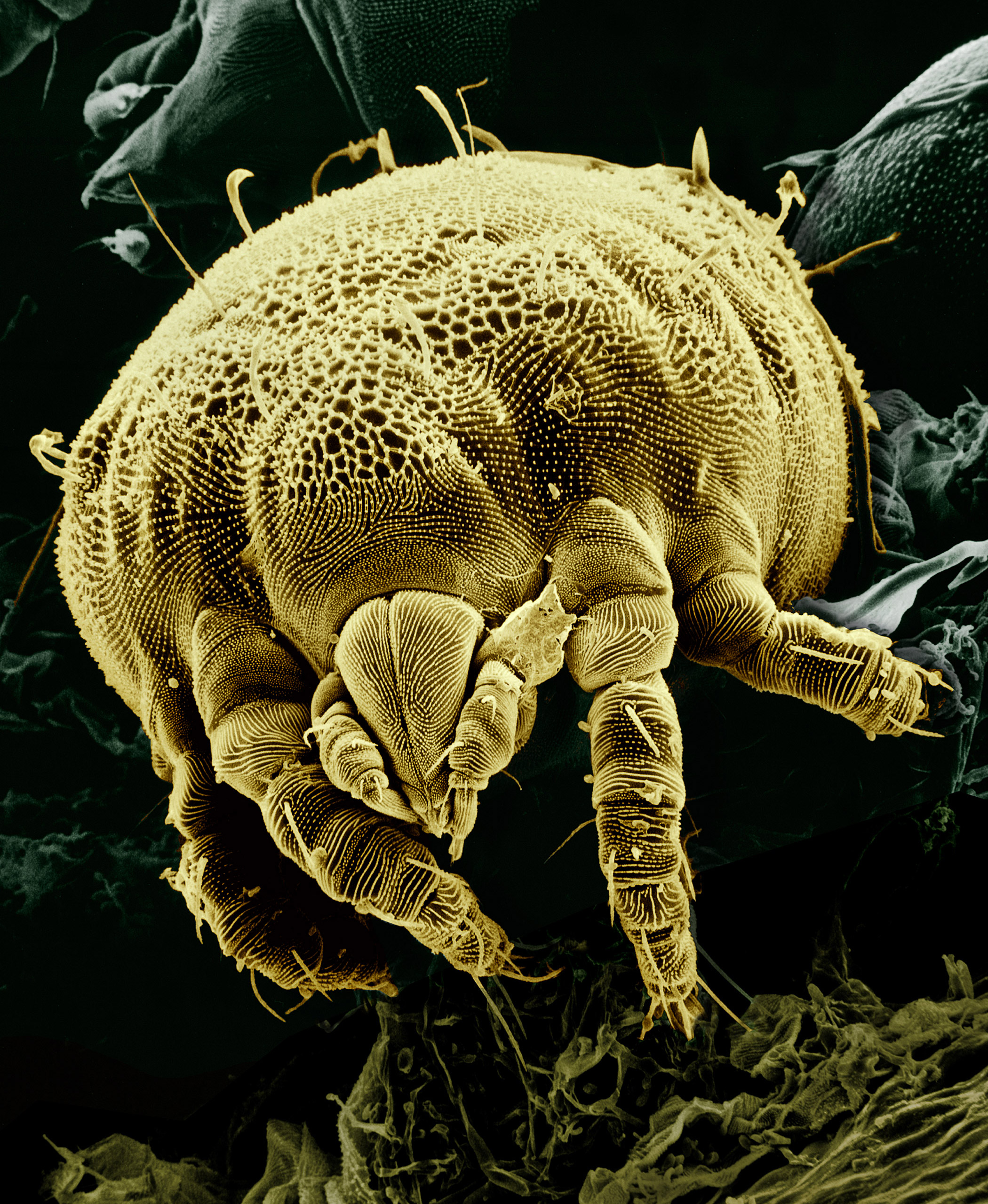
Un acarian microscopic Lorryia formosa

Primele forme de viață care s-au dezvoltat pe Pământ au fost microbii și au rămas singura formă de viață până acum aproximativ un miliard de ani când au început să apară organisme multicelulare. Microorganismele sunt organisme unicelulare care sunt în general microscopice, prea mici să poată fi văzute de ochiul uman. Acestea includ: bacterii, ciuperci, archaea și protiste.
Aceste forme de viață se găsesc în aproape toate locurile de pe Pământ, unde există apă lichidă, inclusiv în interiorul Pământului. Reproducerea lor este  rapidă și abundentă. Combinația dintre o rată de mutație ridicată și o abilitate orizontală de transfer de gene  le face extrem de adaptabile și capabile să supraviețuiască în medii noi, inclusiv în spațiul cosmic.Ele formează o parte esențială a ecosistemului planetar. Unele microorganisme sunt patogene și pot prezenta riscuri pentru sănătate pentru alte organisme.

### Plante și animale

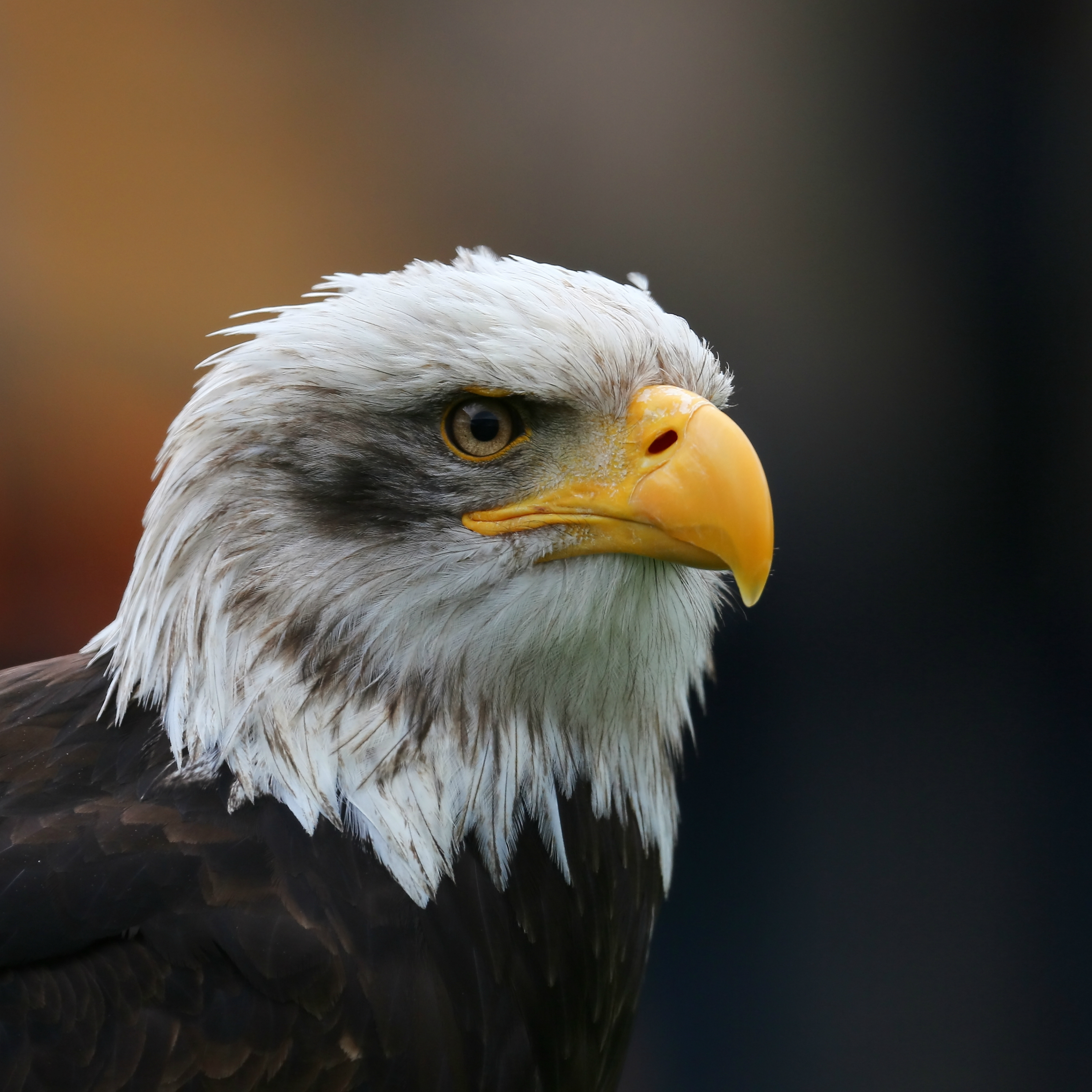
Vulturul cu cap alb a fost afectat la mijlocul secolului XX de o varietate de factori, printre care subțierea cojilor de ou atribuită utilizării pesticidului DDT.

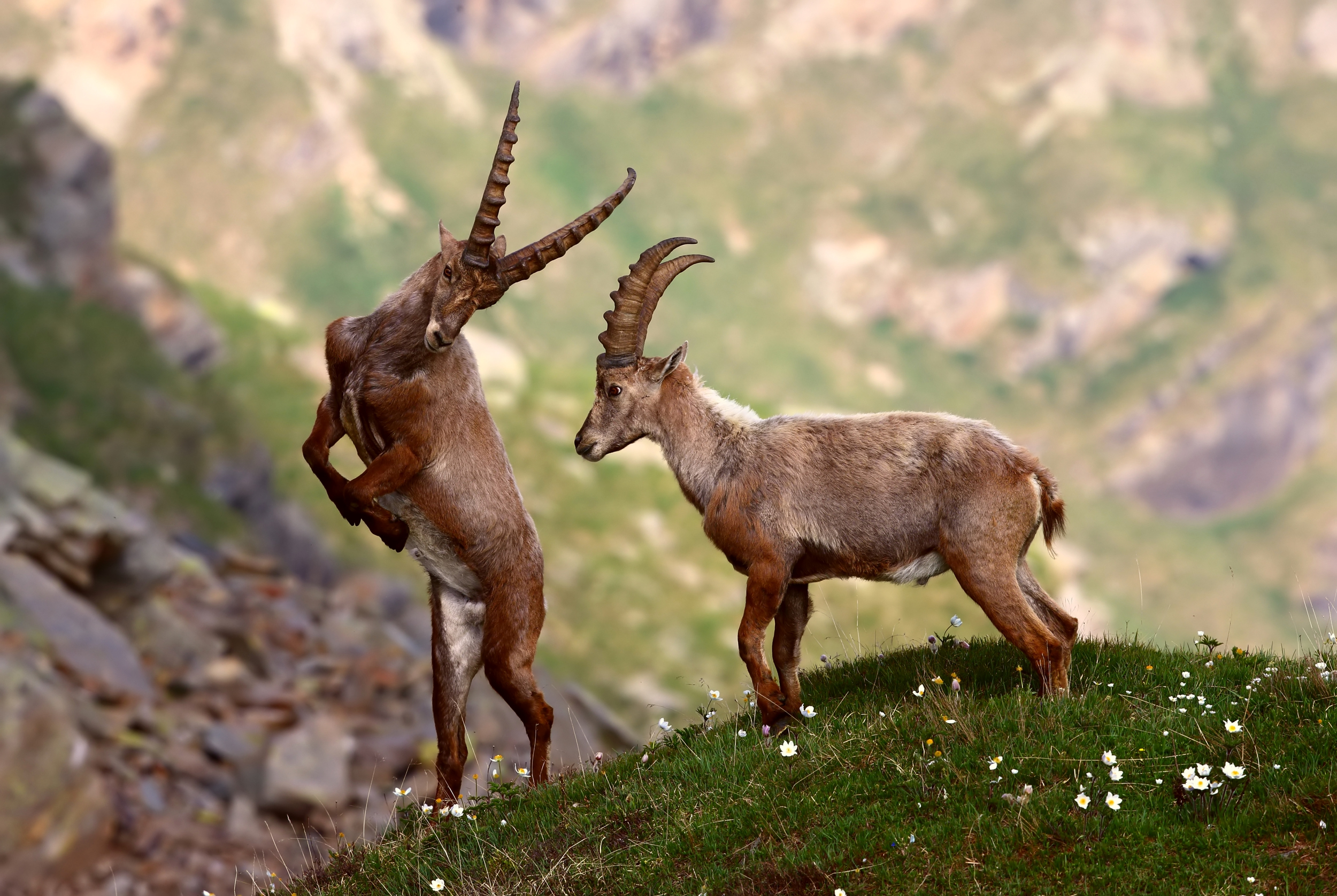
Două exemplare de capră alpină în Parcul Național Gran-Paradiso, Italia

Inițial, Aristotel împărțea toate ființele vii în plante, care, în general, nu se mișcă suficient de repede pentru ca oamenii să observe, și animale. În sistemul lui Linnaeus, acestea au devenit regnul Vegetabilia (mai târziu Plantae) și Animalia. De atunci, a devenit clar că Plantae așa cum au fost definite inițial includeau mai multe grupuri fără legătură, iar ciupercile și mai multe grupuri de alge au fost clasificate în noi regnuri. Cu toate acestea, acestea sunt încă deseori considerate plante în multe contexte. Viața bacteriană este uneori inclusă în floră, și unele clasificări folosesc termenul de flora bacteriană separat de flora vegetală.
Printre numeroasele moduri de clasificare a plantelor se numără flora regională, care, în funcție de scopul studiului, poate include și flora fosilă, resturi ale vieții plantelor dintr-o eră anterioară. Oamenii din multe regiuni și țări sunt foarte mândri de flora caracteristică, care poate varia foarte mult pe tot globul datorită diferențelor de climă și uscat.
Florele regionale sunt de obicei împărțite în categorii, cum ar fi flora nativă și flora agricolă și de grădină (acestea din urmă sunt cele pe care omul le cultivă intenționat). Unele tipuri de „floră nativă” au fost de fapt introduse cu secole în urmă de oamenii care au migrat dintr-o regiune în alta și au devenit  parte integrantă a florei native sau naturale a locului în care au fost introduse. Acesta este un exemplu al modului în care interacțiunea umană cu natura poate estompa granița a ceea ce este considerat natură.

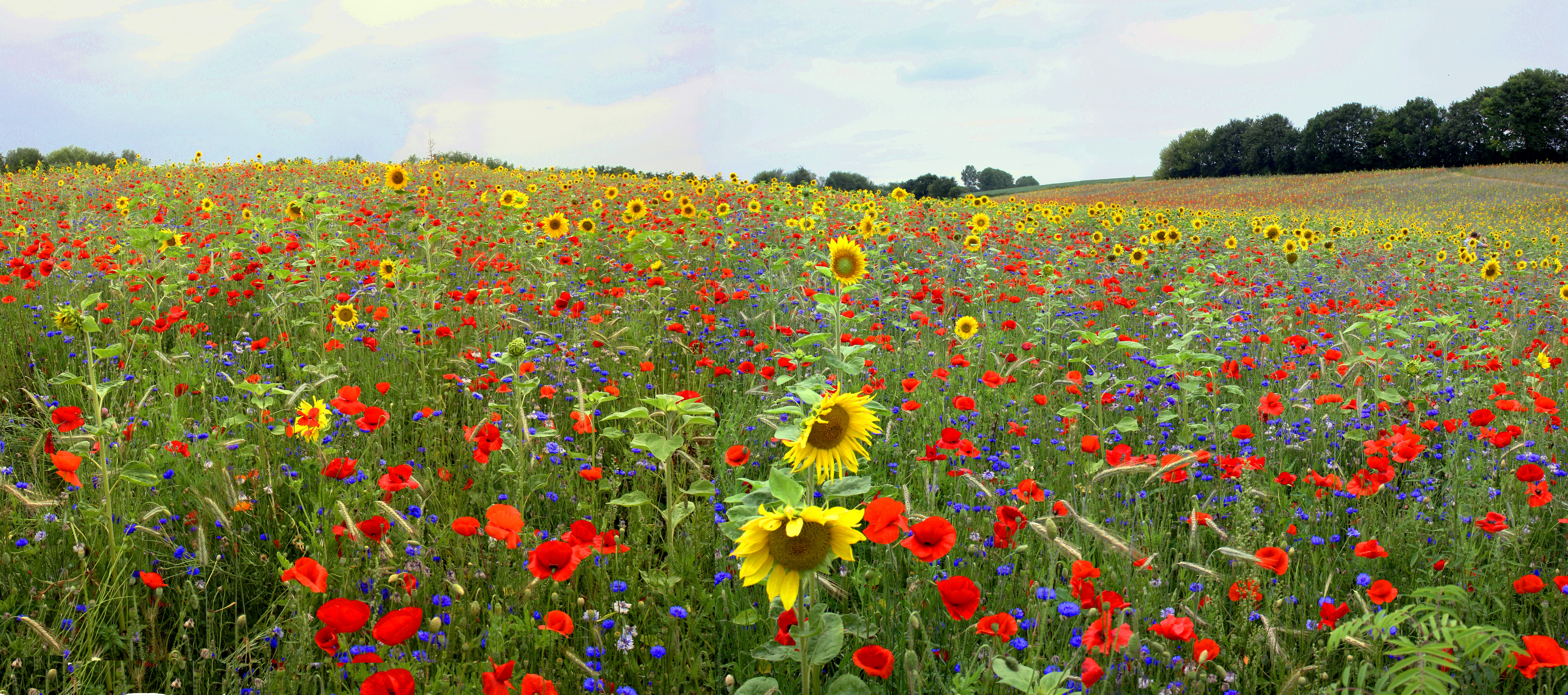
Florile de câmp nu au nevoie de condiții speciale pentru a se dezvolta.

O altă categorie de plante este cea a „buruienilor”. Deși termenul și-a pierdut utilizarea în rândul botanicilor ca mod de a face referire la plantele „inutile”, utilizarea informală a cuvântului „buruieni” pentru a descrie acele plante care sunt luate în considerate pentru a fi îndepărtate ilustrează tendința generală a oamenilor și societăților de a căuta să modifice sau să modeleze cursul naturii. În mod similar, animalele sunt adesea clasificate ca: animale domestice, animale de fermă, animale sălbatice, dăunători etc., în funcție de relația lor cu viața umană.
Animalele au mai multe caracteristici care le deosebesc în general de alte viețuitoare. Animalele sunt eucariote și de obicei multicelulare (deși vezi Myxozoa), ceea ce le separă de bacterii, arhee și de majoritatea protista. Sunt heterotrofe, digerând în general alimentele într-o cameră internă, care le separă de plante și alge. De asemenea, se disting de plante, alge și ciuperci prin lipsa pereților celulari.
Cu câteva excepții — în special cele două încrengături formate din bureți și placozoa — animalele au un organism format din mai multe țesuturi, care includ mușchi capabili să se contracte și să controleze locomoția și un sistem nervos, care trimite și procesează semnale. În majoritatea cazurilor, acestea au un sistem digestiv intern. Celulele eucariote pe care le au toate animalele sunt înconjurate de o matrice extracelulară caracteristică, compusă din colagen și glicoproteine elastice. Aceasta se poate calcifica pentru a forma structuri precum scoici și oase, un cadru pe care celulele se pot deplasa și reorganiza în timpul dezvoltării și maturării și care susține anatomia complexă necesară pentru mobilitate

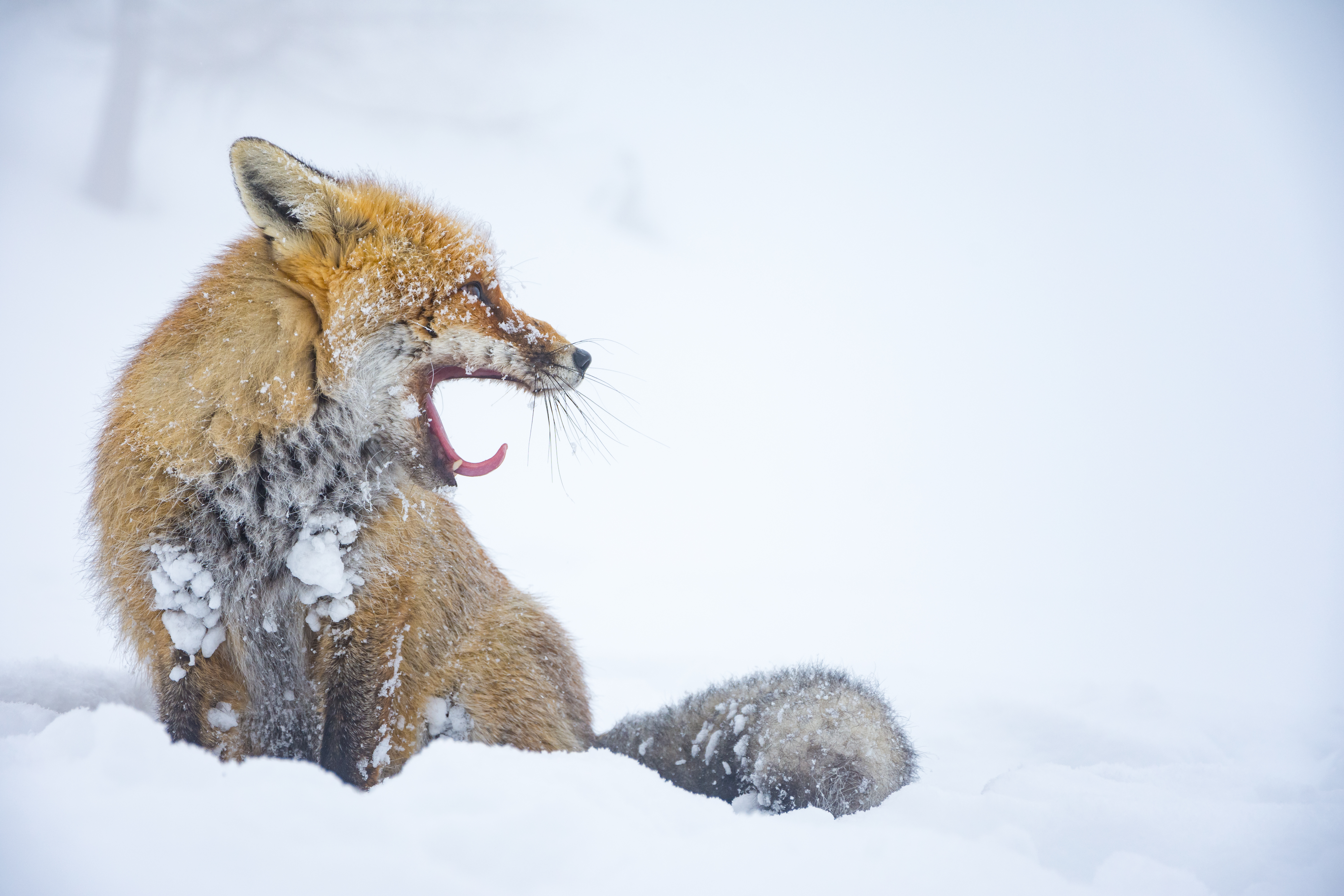
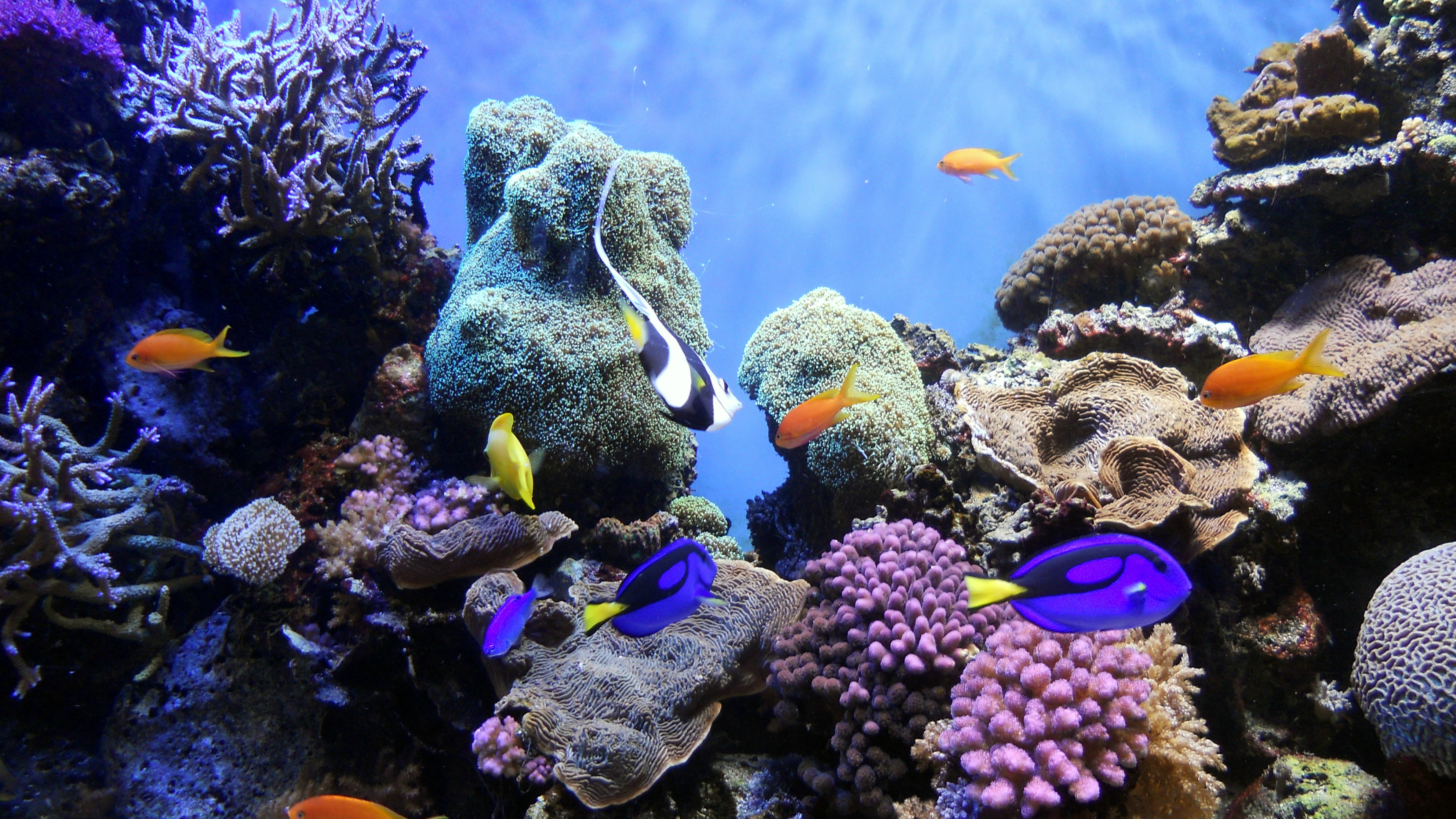
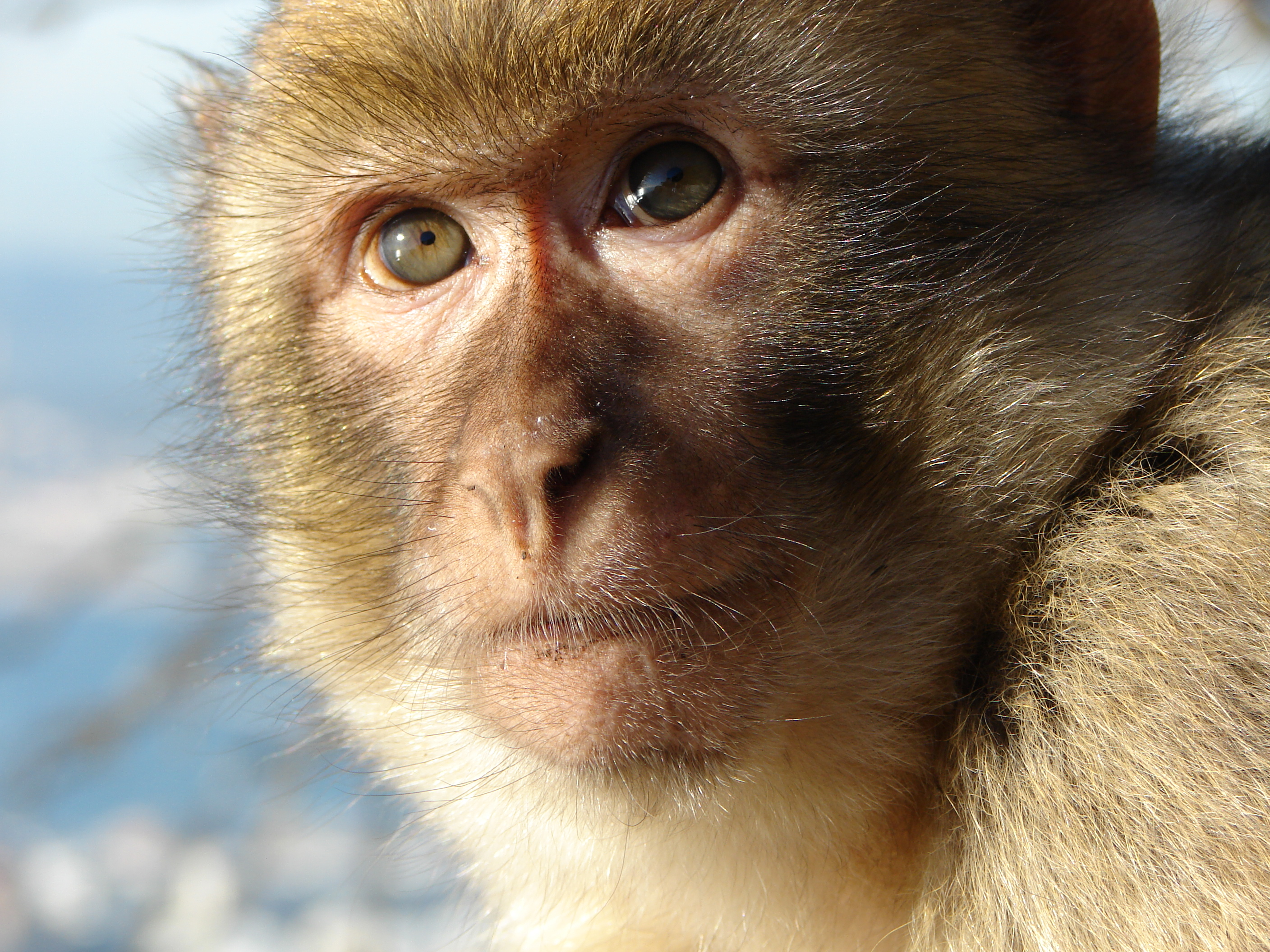
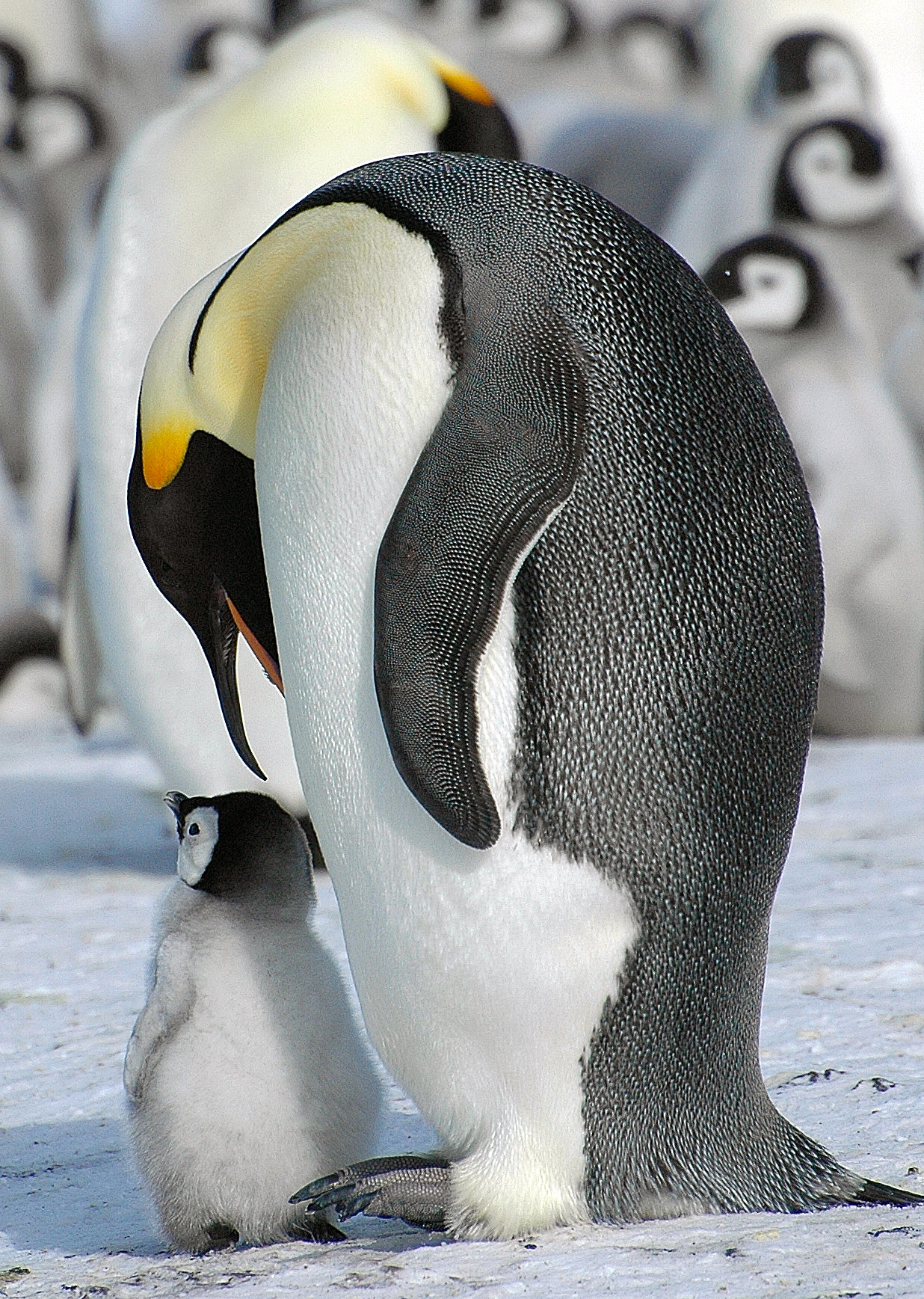
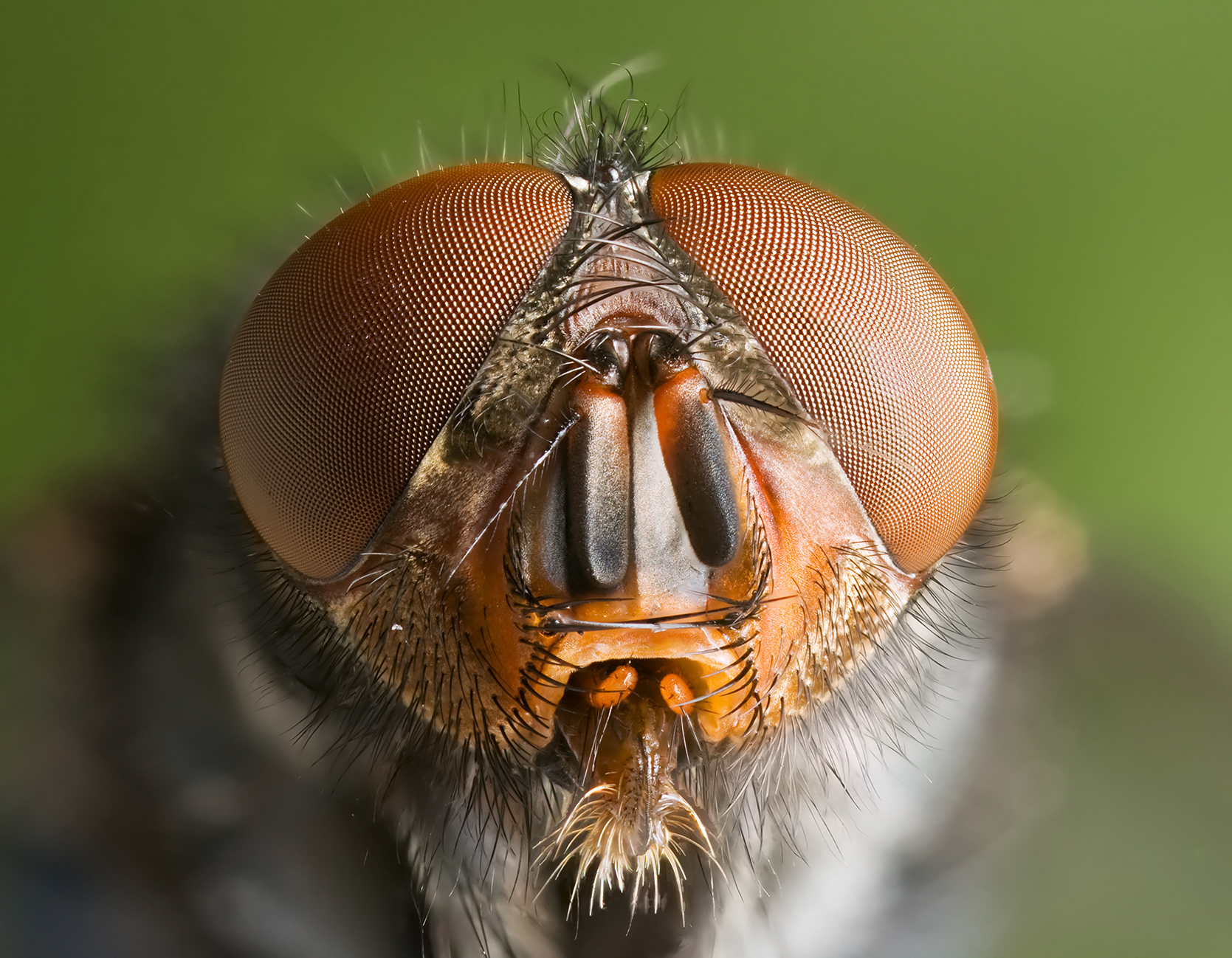
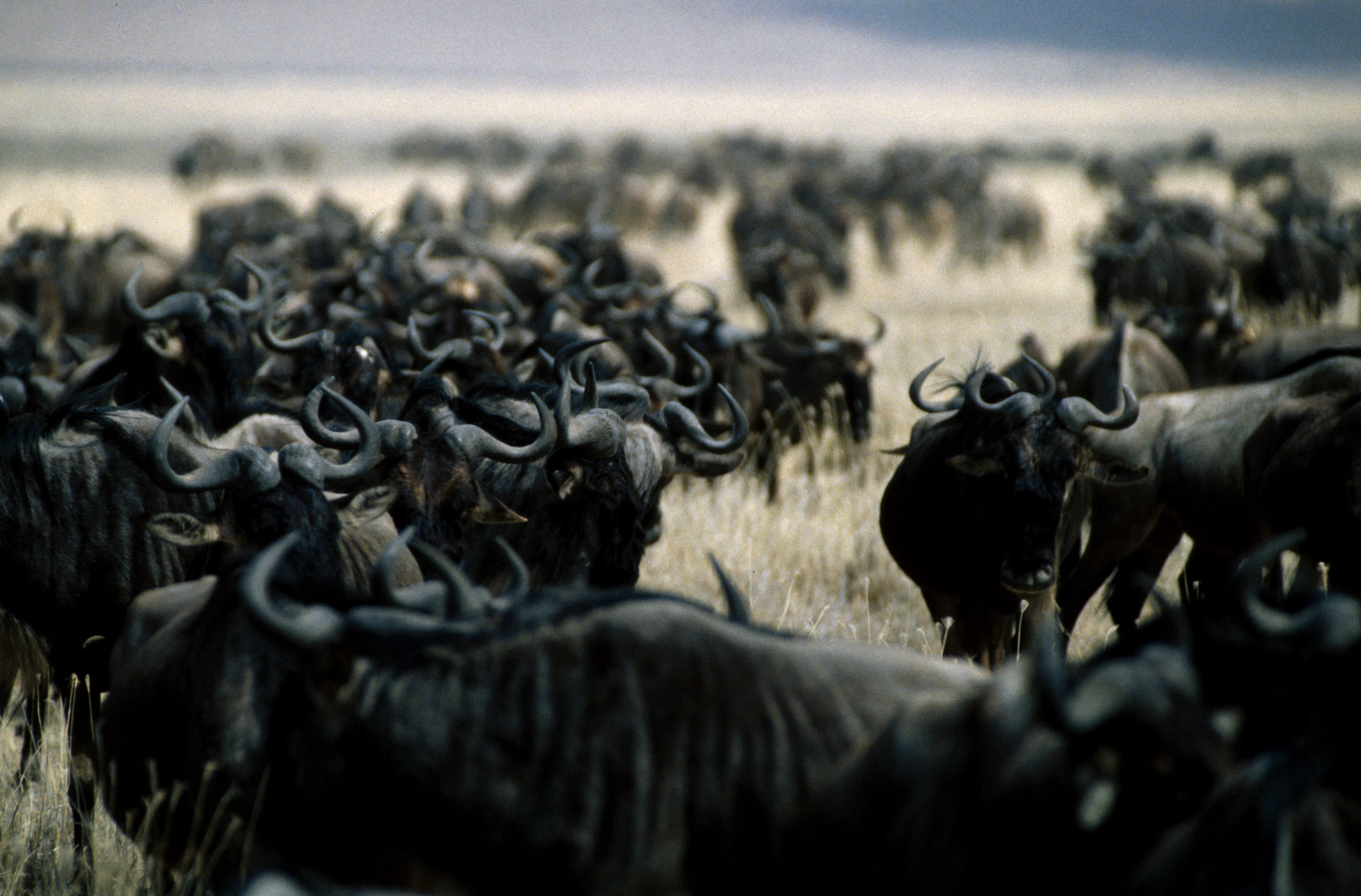
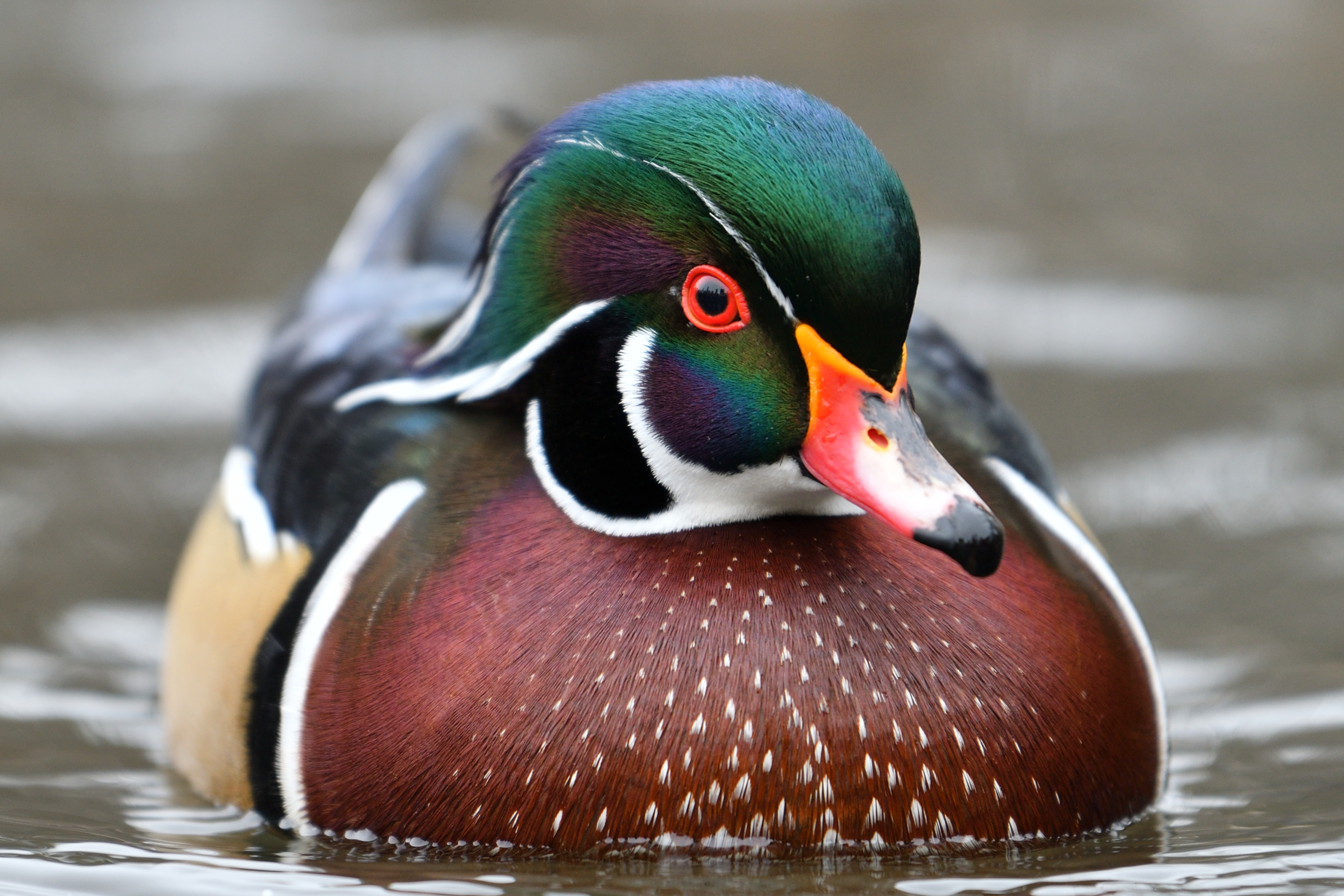

## Relația om-natură
Deși oamenii cuprind doar o proporție minusculă din totalul biomasei vii de pe Terra, efectul uman asupra naturii este disproporționat de mare. Datorită gradului de influență al omului, granițele dintre ceea ce oamenii consideră natură și „mediile create” nu sunt clare, decât la extreme. Chiar și la extreme, cantitatea de mediu natural care este lipsită de influența umană discernabilă se diminuează într-un ritm din ce în ce mai rapid.
Dezvoltarea tehnologiei de către rasa umană a permis o exploatare mai mare a resurselor naturale și a contribuit la atenuarea unora dintre riscurile provocate de pericolele naturale. Cu toate acestea, în ciuda acestui progres, soarta civilizației umane rămâne strâns legată de schimbările din mediu. Există un sistem de feedback extrem de complex între utilizarea tehnologiei avansate și schimbările aduse mediului, care abia acum începe să fie înțeles. Printre amenințările provocate de om asupra mediului natural al Pământului se numără: poluarea, defrișările și dezastrele, cum ar fi deversările de petrol. Oamenii au contribuit la dispariția multor plante și animale.

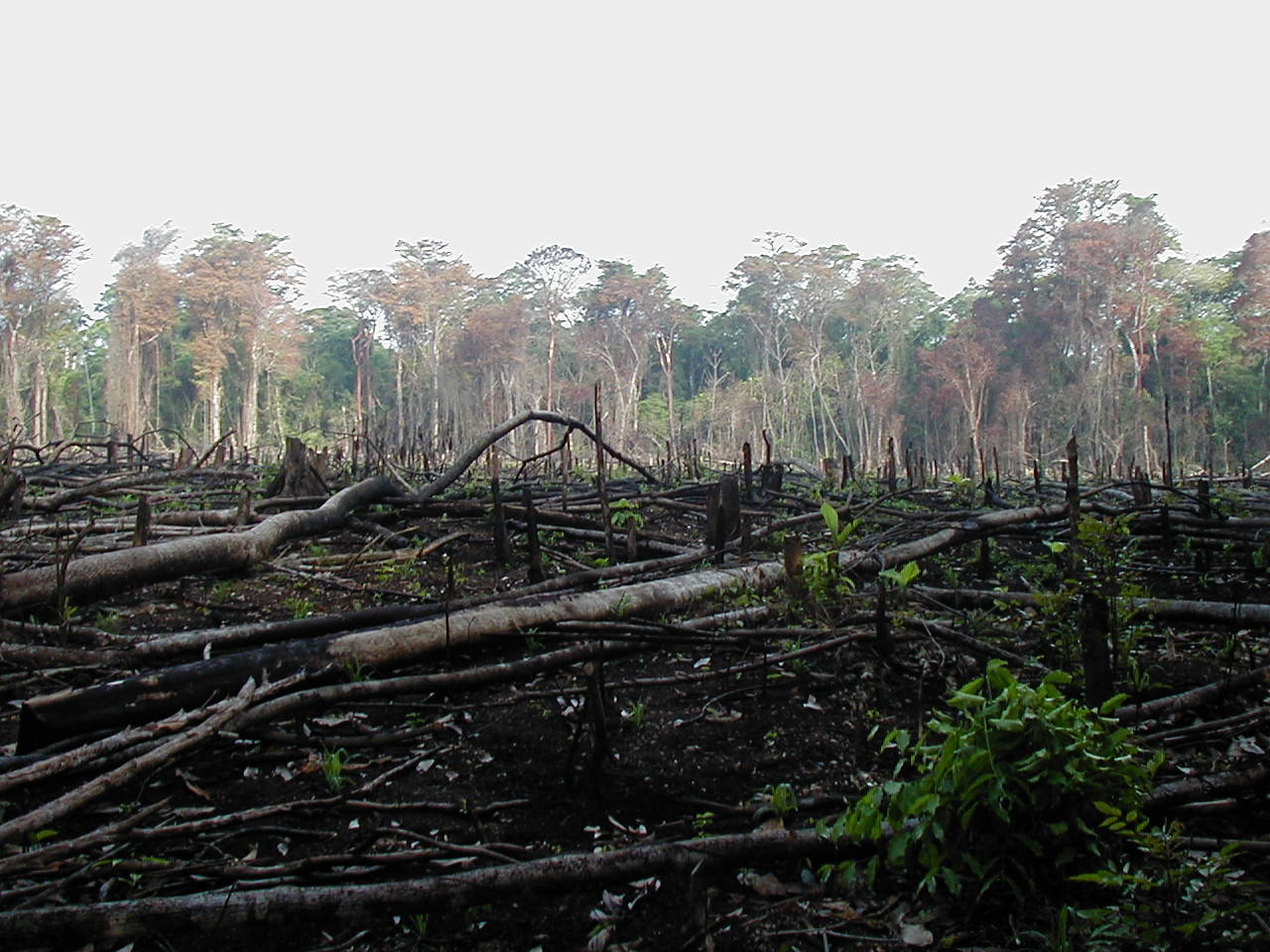
Defrișarea provocată de om este o problemă continuă.

Oamenii folosesc natura atât pentru activități de agrement, cât și pentru activități economice. Achiziționarea de resurse naturale pentru uz industrial rămâne o componentă considerabilă a sistemului economic mondial. Unele activități, cum ar fi vânătoarea și pescuitul, sunt utilizate atât pentru întreținere, cât și pentru petrecerea timpului liber. Agricultura a fost adoptată pentru prima dată în jurul mileniului al IX î.Hr. De la producția de alimente la energie, natura influențează bogăția economică.
Deși primii oameni au adunat materiale vegetale necultivate pentru hrană și au folosit proprietățile medicinale ale vegetației pentru vindecare, cea mai modernă utilizare a plantelor de către om este prin agricultură. Defrișarea unor mari porțiuni de teren pentru culturi a dus la o reducere semnificativă a zonelor împădurite și a zonelor umede, având ca rezultat pierderea habitatului pentru multe specii de plante și animale, precum și creșterea eroziunii.

## Frumusețea naturii

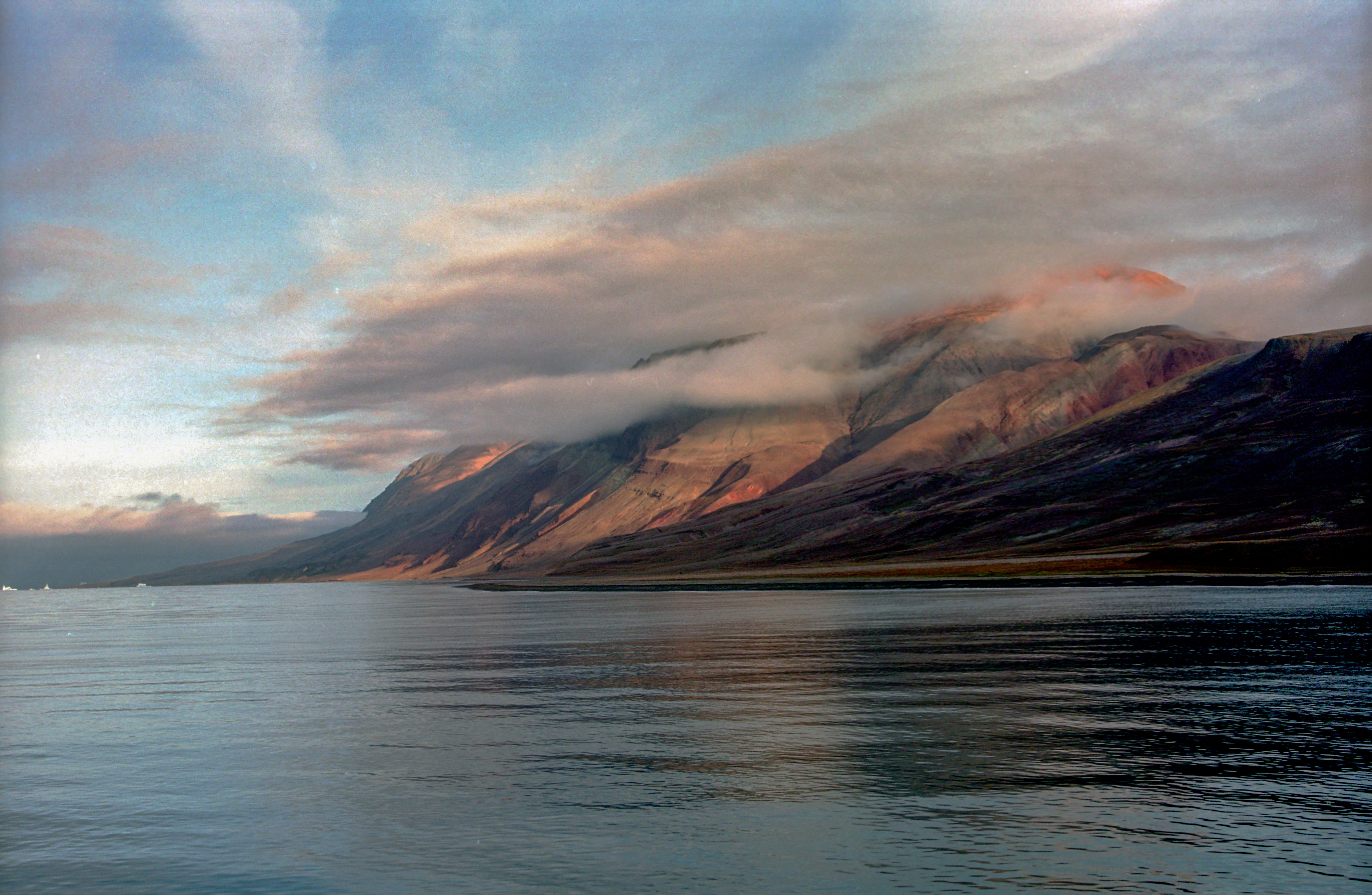
Parcul Național din nord-estul Groenlandei este cea mai mare zonă terestră protejată din lume

Frumusetea naturii este o temă recurentă în viața modernă și în artă, umplând mari secțiuni de biblioteci și librării. Acel chip al naturii, pe care arta (fotografia, pictura, poezia, literatura, etc.) l-a portretizat și lăudat atât de mult dezvăluie forța cu care mulți oameni asociază natura cu frumusețea. Motivul existenței acestei asociații și în ce constă aceasta constituie obiectul de studiu al ramurii filosofiei numită estetică.
Dincolo de anumite caracteristici de bază ale naturii în legătură cu care majoritatea filosofilor sunt de acord, opiniile sunt practic nesfârșite.

Mulți oameni de știință, care studiază natura într-un mod mai specific și organizat, împărtășesc și ideea că natura este frumoasă. Matematicianul francez Jules Henri Poincaré (1854-1912) a spus:
„Omul de știință nu studiază natura pentru că este utilă, ci pentru că îl captivează și îl captivează pentru că este frumoasă.
Dacă natura nu ar fi frumoasă, nu ar merita să fie cunoscută și, dacă nu ar merita să fie cunoscută, nici nu ar merita să trăiești. Desigur, nu mă refer aici la frumusețea care stimulează simțurile, cea a calităților și a aparențelor; nu o disprețuiesc deloc, însă nu are nimic de-a face cu știința. Mă refer la cea mai profundă frumusețe, cea care provine din ordinea armonioasă a părților și care poate capta o inteligență pură.”
O idee clasică a frumuseții artei implică cuvântul mimesis, adică imitația naturii. În domeniul ideilor despre frumusețea naturii, perfectul este evocat prin forme matematice perfecte și mai general prin tipare în natură. Pictorul Vincent Van Gogh a spus: „Dacă cineva iubește cu adevărat natura, o găsește pretutindeni frumoasă”.

## Materie și energie

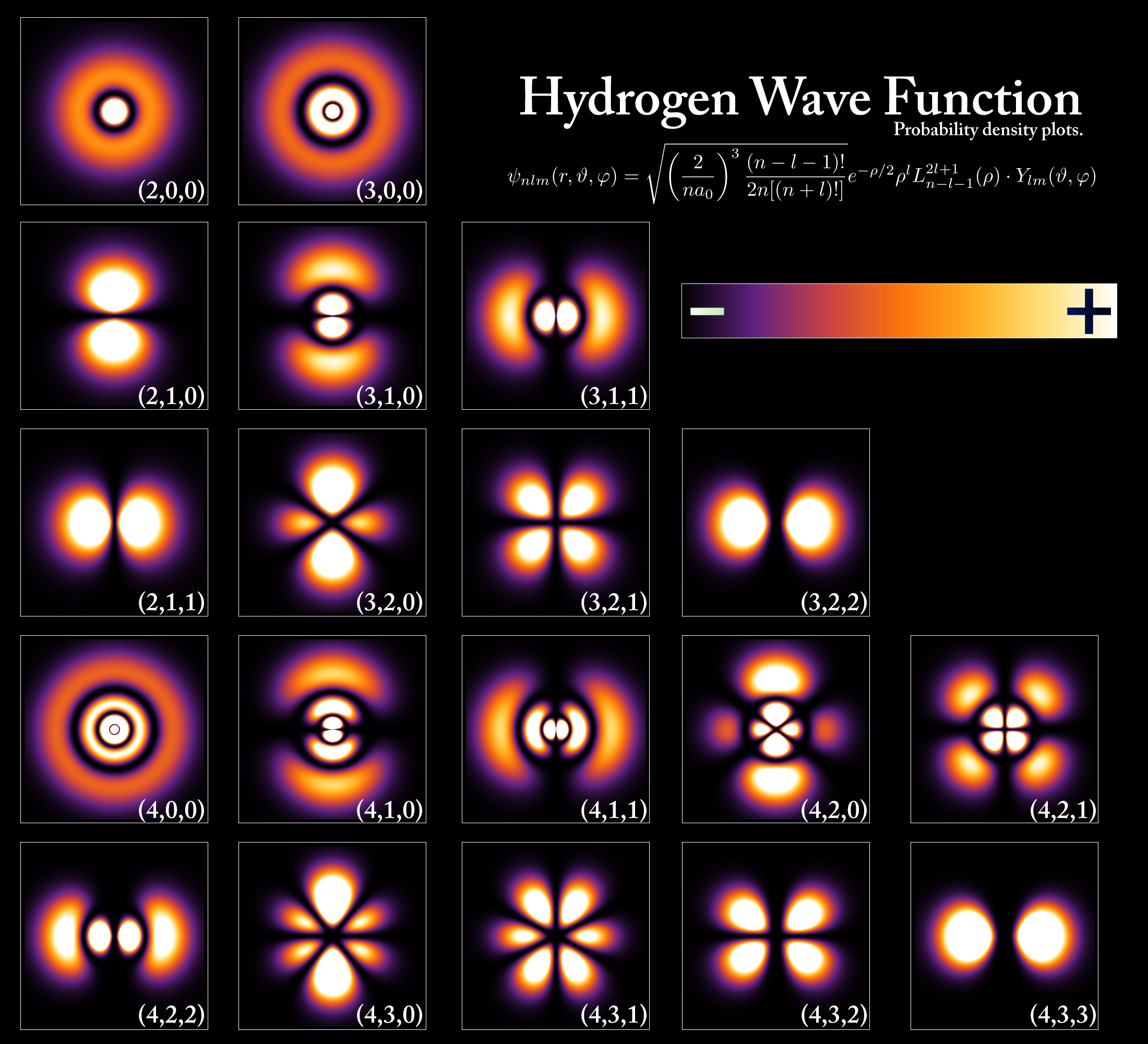
Orbitalii atomici ai electronului într-un atom de hidrogen la diferite niveluri de energie. Probabilitatea de a găsi electronul este dată de culoare, așa cum se arată în cheia din dreapta sus.

Unele domenii ale științei văd natura ca materie în mișcare, respectând anumite legi ale naturii pe care știința încearcă să le înțeleagă. Din acest motiv, cea mai fundamentală știință este în general înțeleasă a fi „fizica” — numele care este încă recunoscut ca însemnând că este „studiul naturii”.
Materia este definită în mod obișnuit ca substanța din care sunt compuse obiectele fizice. Toate obiectele care pot fi atinse sunt în cele din urmă compuse din atomi, care sunt alcătuiți din particule subatomice care interacționează, iar în utilizarea zilnică, precum și în cea științifică, „materia” include în general atomi și orice altceva alcătuit din ei și orice particule (sau combinație de particule) care acționează ca și când ar avea atât masă de repaus, cât și volum. Cu toate acestea, nu include particule fără masă, cum ar fi fotonii sau alte fenomene sau unde energetice precum lumina sau sunetul.:21
Se crede că componentele vizibile ale Universului compun doar 4,9 % din masa totală. Se crede că restul constă din materie întunecată rece 26,8 %  și energie întunecată 68,3 %. Proporția exactă a acestor componente este încă necunoscută și este în curs de investigare intensă de către fizicieni.
Comportamentul materiei și energiei în universul observabil pare să urmeze legi fizice bine definite. Aceste legi au fost folosite pentru a produce modele cosmologice care explică cu succes structura și evoluția universului pe care îl putem observa. Expresiile matematice ale legilor fizicii utilizează un set de douăzeci de constante fizice care par a fi statice în universul observabil. Valorile acestor constante au fost măsurate cu atenție, dar motivul valorilor lor specifice rămâne un mister.

## Natura dincolo de Terra

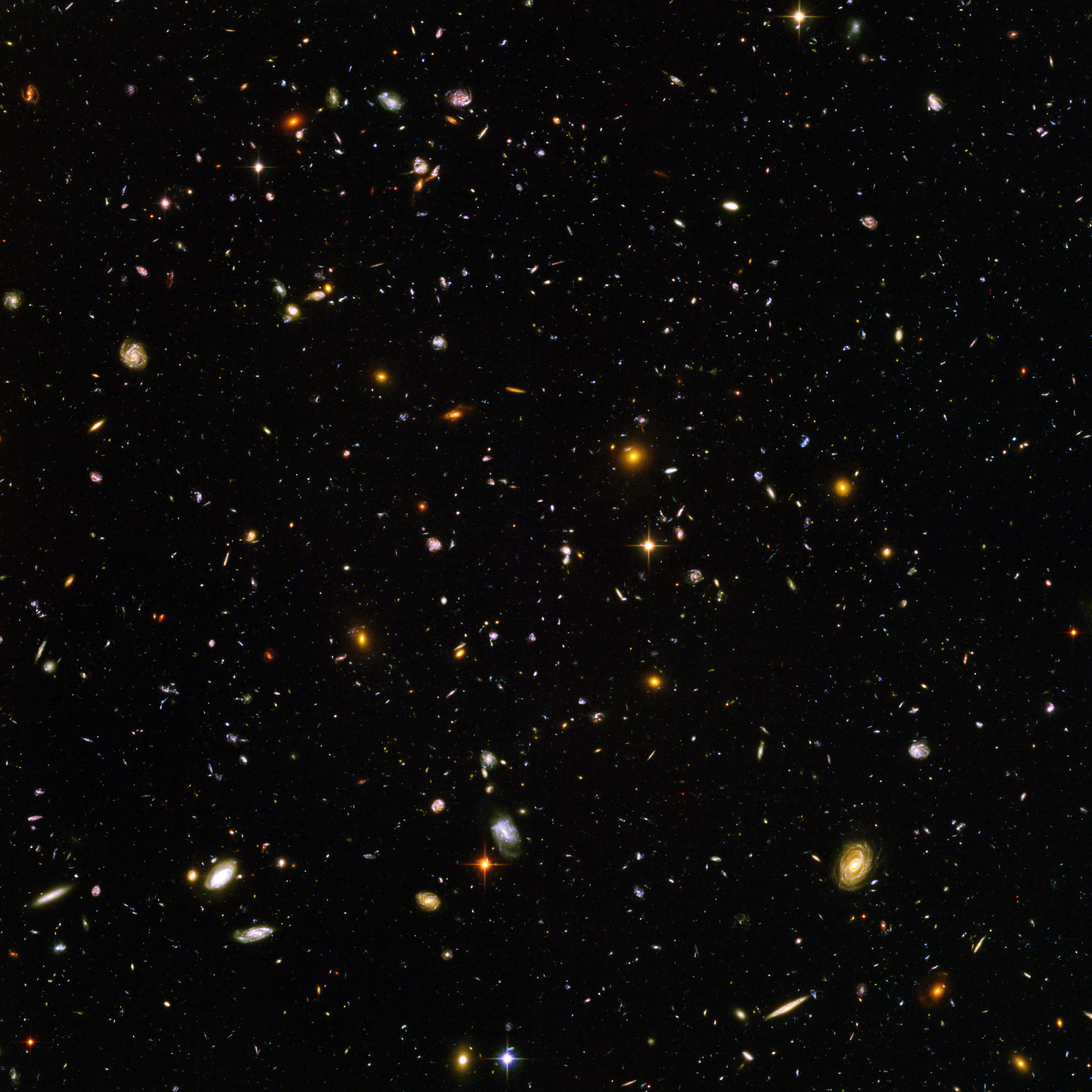
Galaxii de diferite vârste, dimensiuni, forme și culori. Cele mai mici, cele mai roșii galaxii, dintre care există aproximativ 10.000, sunt unele dintre cele mai îndepărtate galaxii captate de un telescop optic, formate probabil la scurt timp după Big Bang

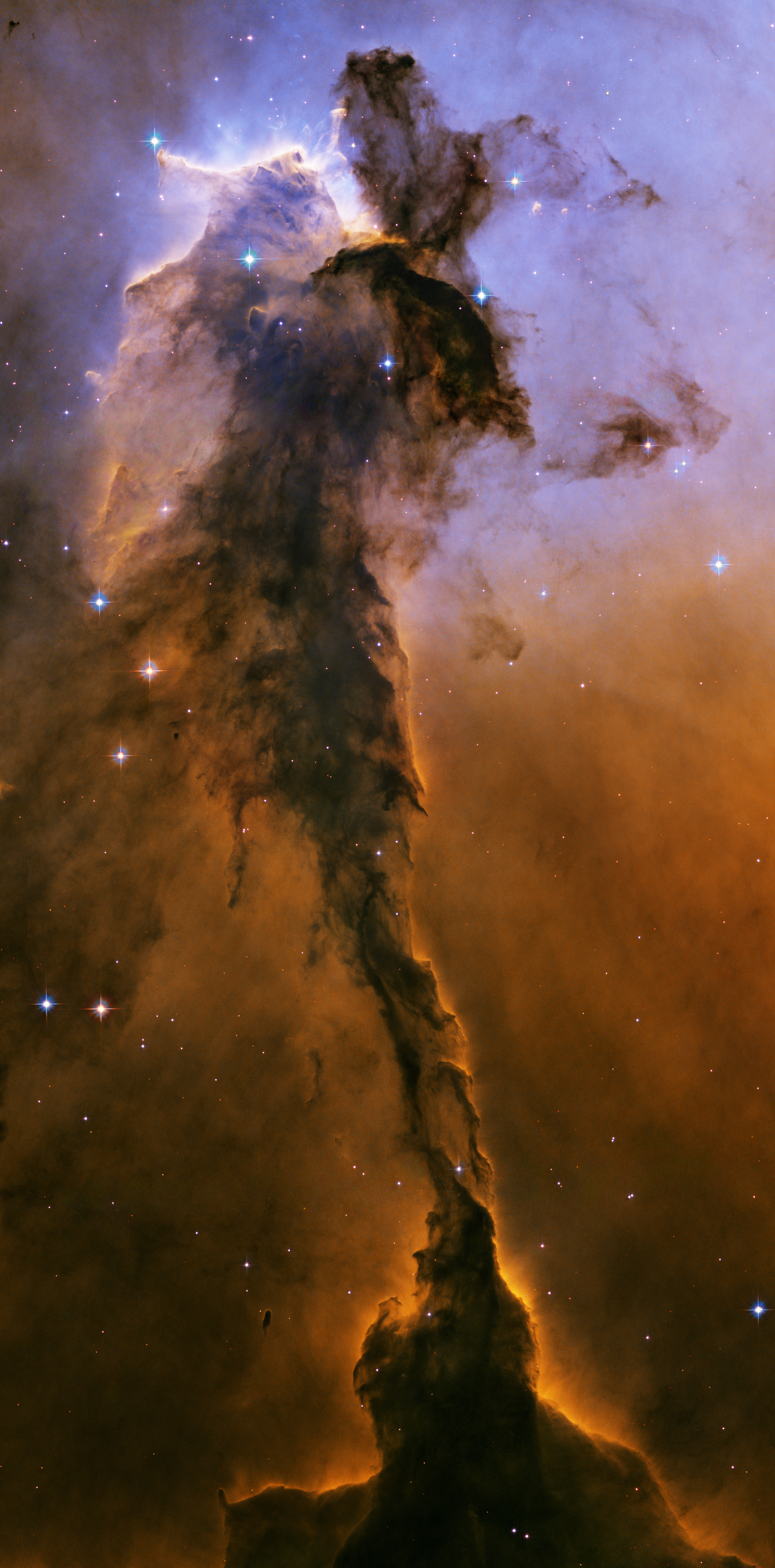
Nebuloasa Acvila

Spațiul exterior, numit și simplu spațiu, se referă la regiunile relativ goale ale Universului în afara atmosferelor corpurilor cerești. Nu există o limită discretă între atmosfera Pământului și spațiu, deoarece atmosfera se atenuează treptat odată cu creșterea altitudinii. Spațiul exterior din cadrul Sistemului Solar este numit spațiu interplanetar, care trece în spațiul interstelar în ceea ce este cunoscut sub numele de heliopauză.
Spațiul cosmic nu este gol. În el există, deși foarte dispersate, câteva zeci de tipuri de molecule organice descoperite până în prezent datorită spectroscopiei cu microunde, radiației cosmice de fond rămasă de la Big Bang și originea universului și raze cosmice, care includ nuclee atomice ionizate și diverse particule subatomice. Există, de asemenea, gaze, plasmă, praf și meteoroizi. În plus, există semne ale vieții umane în spațiul cosmic astăzi, cum ar fi materialul rămas de la lansările anterioare, care reprezintă un potențial pericol pentru navele spațiale. O parte din aceste resturi reintră periodic în atmosferă.
Deși Pământul este în prezent singurul corp ceresc cunoscut din Sistemul Solar în care există viață,  dovezile sugerează că în trecutul îndepărtat planeta Marte a deținut corpuri de apă lichidă la suprafață. Pentru o scurtă perioadă din istoria lui Marte, este posibil să fi fost capabilă să formeze viața. În prezent, însă, cea mai mare parte a apei rămase pe Marte este înghețată. Dacă viața există pe Marte, este cel mai probabil să se afle sub sol acolo unde poate exista încă apă lichidă.
Condițiile de pe celelalte planete telurice, Mercur și Venus, par a fi prea dure pentru a susține viața așa cum o cunoaștem noi. Dar s-a presupus că Europa, al patrulea satelit ca mărime al lui Jupiter, ar putea avea un ocean de apă lichidă la suprafață și ar putea găzdui viață.
Astronomii au început să descopere analogi extrasolari ai Terrei – planete care se află în zona locuibilă a spațiului care înconjoară o stea și, prin urmare, ar putea găzdui viața așa cum o cunoaștem noi.